# Storia di Chieti

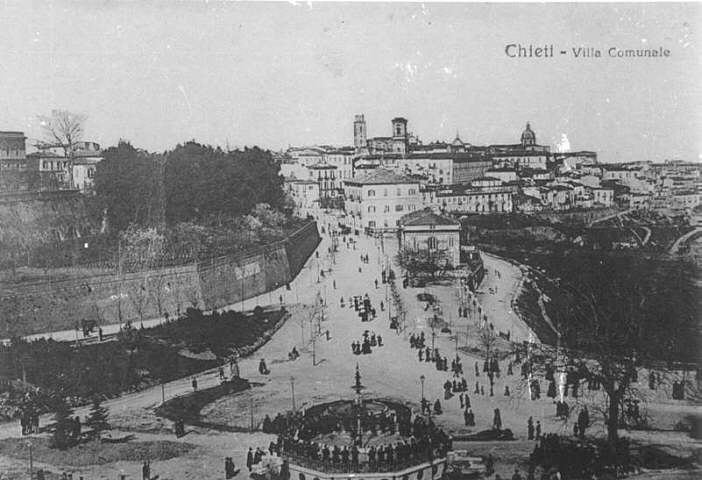
Foto storica di Chieti, vista dalla villa comunale

La pagina descrive la storia di Chieti, una delle città più antiche d'Abruzzo, sorta in epoca italica come centro principale del popolo dei Marrucini. Nel corso dei secoli, la città assunze importanza diventando un municipium sotto la dominazione romana, per venire in seguito distrutta dai Longobardi di Pipino d'Italia; riedificata in epoca normanna, divenne in seguito capoluogo della provincia di Abruzzo Citeriore.

## Origine del nome
Secondo una leggenda di origine seicentesca, la città sarebbe stata fondata nel 1181 a.C. dall'eroe Achille, che la chiamò Teate in onore della madre Teti. L'eroe omerico è rappresentato anche sullo stemma della città.
Da un punto di vista storico, i nomi attestati nell'antichità sono la forma latina Teate Marrucinorum e quella greca Τεατέα (Teatéa) usata dallo storico Strabone, che la qualifica come centro principale dei Marrucini (τὴν τῶν Μαρρουκίνων μητρόπολιν). Nei manoscritti che tramandano l'opera di Strabone, tuttavia, sono presenti forme corrotte del nome, come l'accusativo femminile ΤΕΑΤΗΝ o la versione ΤΕΑΓΕΑΤΗΝ. Quest'ultima forma, in particolare, contiene probabilmente due errori del copista: l'aver accorpato al nome il successivo articolo ΤΗΝ, in realtà separato, e l'aver travisato il secondo tau per un gamma. L'errore fu poi amplificato e diffuso da alcune traduzioni dell'opera di Strabone, come quella cinquecentesca del Buonacciuoli, che rese il nome in italiano come "Tegeate". Da qui l'accostamento fatto da alcuni con la città greca di Tegea, e la correlativa ipotesi che la città fosse stata fondata da coloni arcadi. La teoria è avanzata da Lucio Camarra; secondo Girolamo Nicolino, invece, il nome Tegete sarebbe una storpiatura, e predilige la versione mitica del nome della dea Teti.
In ogni caso non è noto con esattezza l'originario nome italico della città. Durante tutta l'epoca del dominio romano la città ebbe il nome di Teate Marrucinorum, e successivamente, dopo il sacco di Pipino d'Italia nell'802, iniziò a modificare il nome con il volgarizzamento della lingua parlata, che ne trasformò la pronuncia in Chieti.

## Origini

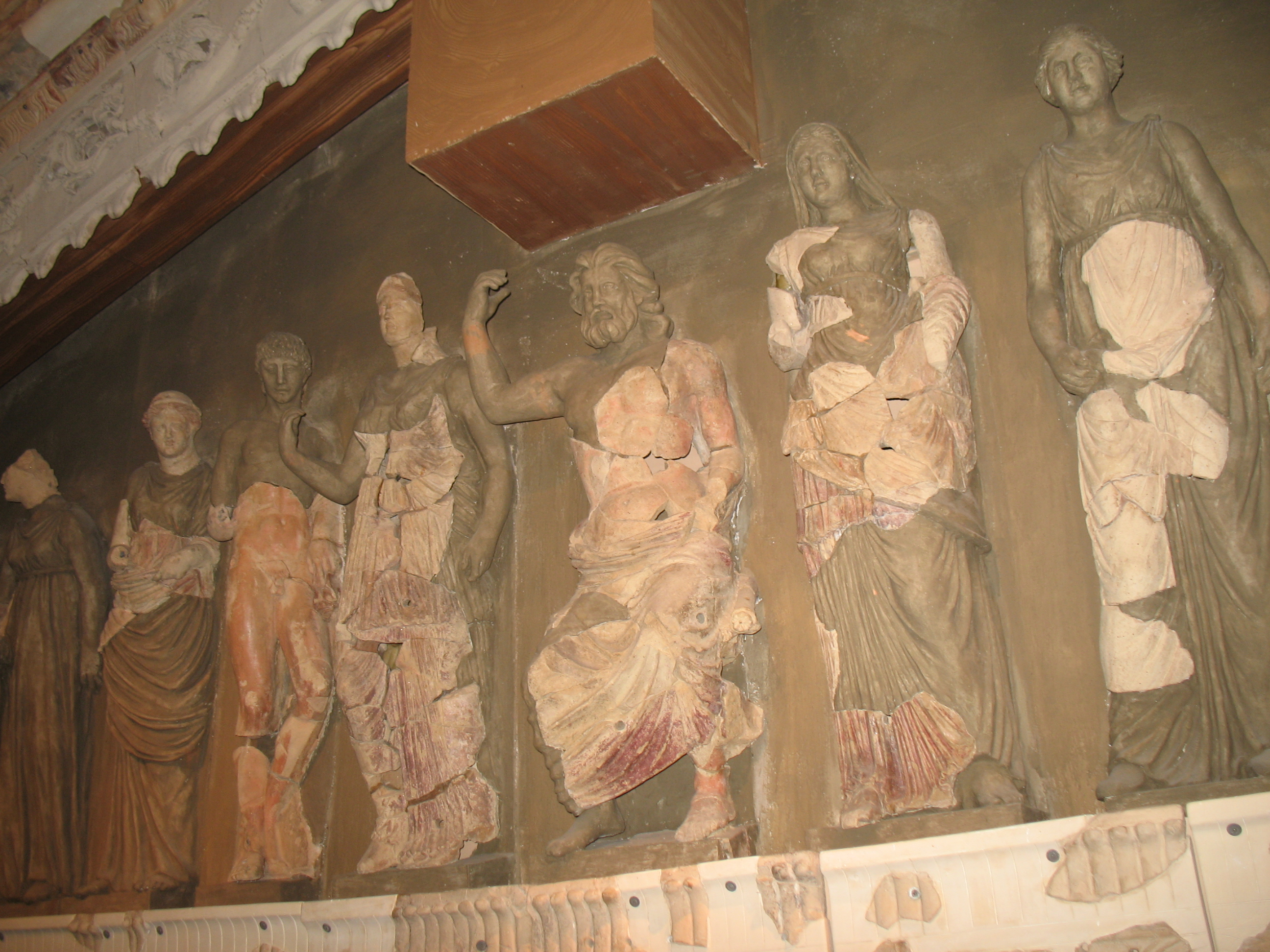
Frontone del tempio della triade capitolina, nel museo archeologico La Civitella

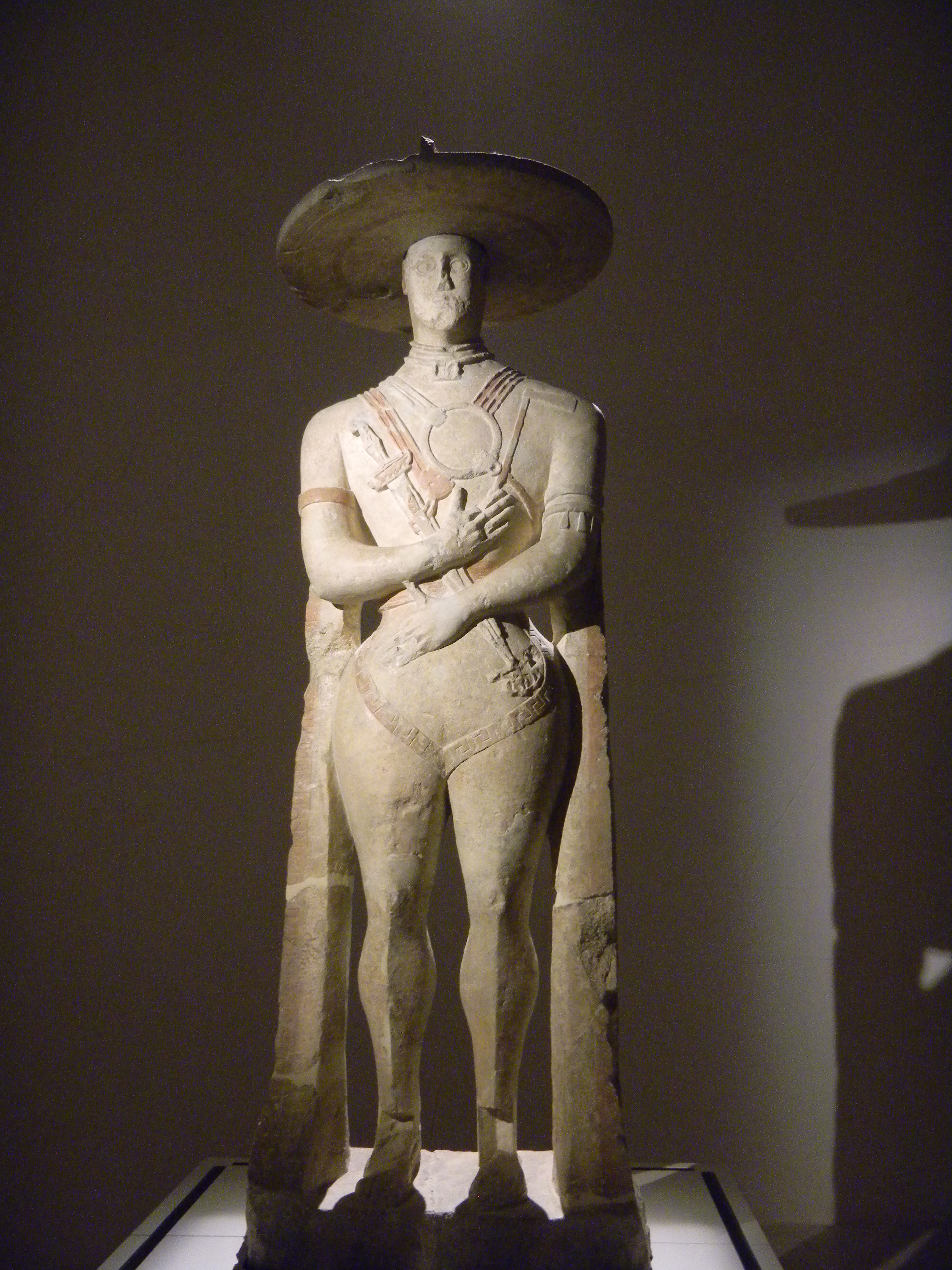
Il guerriero di Capestrano conservato nel Museo archeologico nazionale d'Abruzzo presso Villa Frigerj

Secondo la leggenda riportata dallo storico Girolamo Nicolino, Chieti sarebbe fra le più antiche città d'Italia e d'Abruzzo. L'origine mitologica della città è riportata anche su una lapide presso il Municipio.
Come dimostrano alcuni reperti conservati nel Museo Universitario di Scienze Biomediche, il territorio teatino fu abitato sin dall'epoca preistorica.
I primi rinvenimenti archeologici risalgono III millennio a.C. Si ipotizza che Chieti fu una delle tante città fondate dai discendenti degli Osco-Umbri, chiamati Sanniti, nella tribù dei Marrucini. I Marrucini erano una tribù minore del popolo dei Sanniti, stanziatisi nelle zone di Chieti, Rapino e Guardiagrele, e in altre fasce territoriali comprese a sud del fiume Pescara e a nord del Foro.
Intorno al IV secolo a.C., sul colle della Civitella, l'area più alta della città, venne edificata un'acropoli, dove tre templi su un ampio podio. Su alcuni frontoni recuperati presso l'area di Santa Maria Calvona sono raffigurati al centro la "triade capitolina" di Giove-Giunone-Minerva. Nel secondo frontone sono raffigurati Giove fanciullo, i Dioscuri ed Elena. Nel terzo Apollo, le Muse ed Ercole. 
Monete del V secolo a.C. mostrano che Teate era in contatto con varie poleis della Magna Grecia.

## L'epoca romana

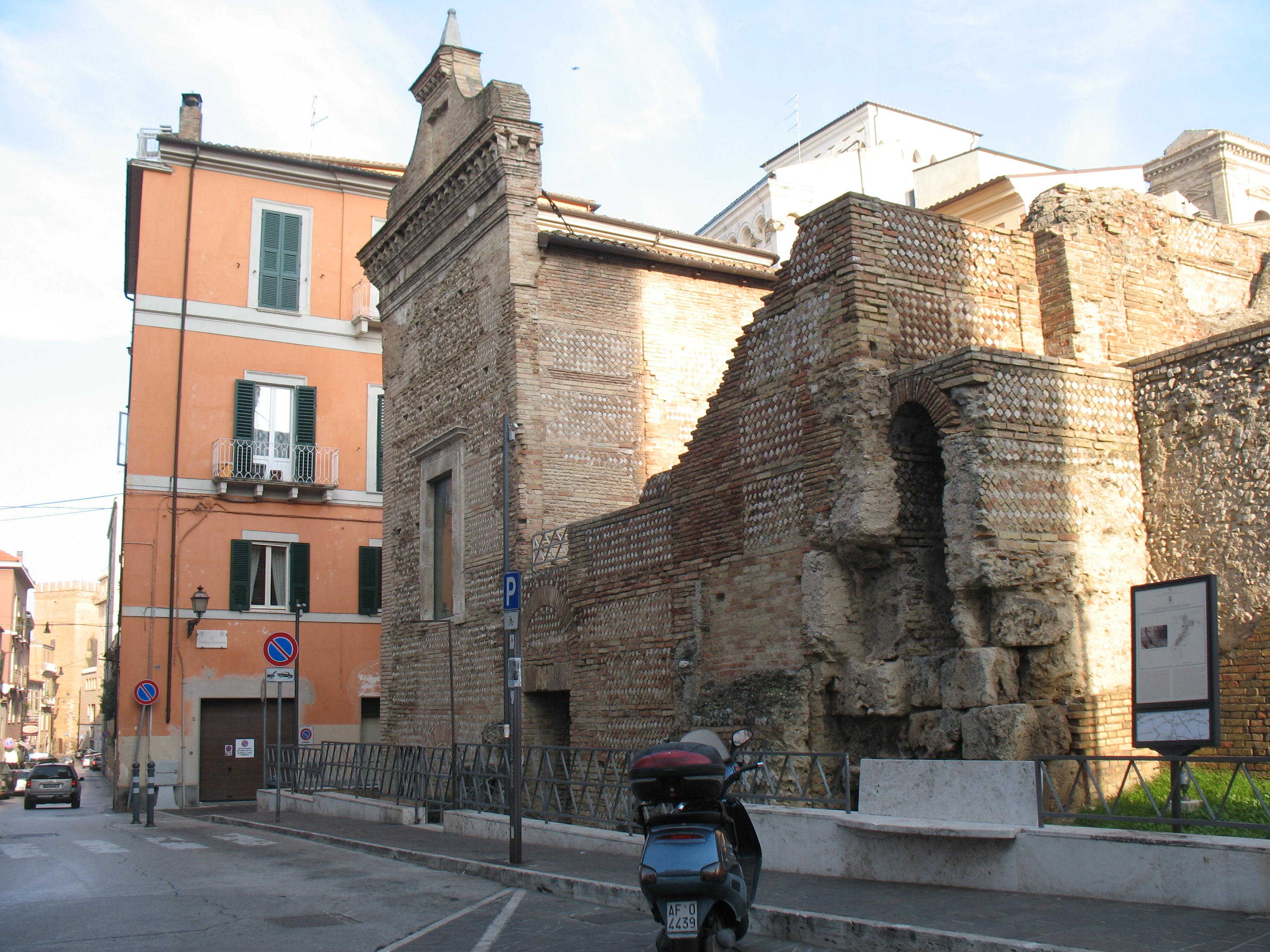
I templi romani del I secolo

I Marrucini parteciparono alla coalizione di popoli italici che si scontrò con la Repubblica romana nel IV secolo a.C. nelle cosiddette Guerre sannitiche; i Marrucini inizialmente parteciparono agli eventi bellici, per poi ritirarsi dalla guerra siglando una resa con Roma.
Quasi due secoli più tardi, nel 91 a.C. scoppierà la Guerra sociale contro Roma, voluta dai popoli della Lega Italica, e anche i Marrucini parteciparono all'alleanza sannita contro i romani. Il condottiero teatino Asinio Herio della gens Asinia guidò le truppe marrucine nei vari scontri contro Roma, e fu sconfitto ed ucciso a Teate da Gaio Mario. La sua stirpe successivamente verrà trapiantata a Roma. Teate tuttavia non verrà distrutta, come accadrà invece alla capitale della lega Corfinio, e successivamente diventerà un municipium romano. La dominazione romana lascerà segni evidenti in città, con la costruzione di molti edifici pubblici come l'anfiteatro, il teatro, le terme e nuovi templi e aree sacre. Secondo l'Historia Augusta la città sarebbe stata colpita da un terremoto nel 68 d.C., ma il testo non fornisce ulteriori informazioni.
Nel XIX secolo fu rinvenuta un'estesa necropoli presso la chiesa di Santa Maria Calvona, mentre in diversi altre zone cittadine sono localizzati resti archeologici di aree sepolcrali, dalle quali emersero frammenti di ferro, fibule di bronzo, ceramiche in terracotta e altri utensili.

## Primo Medioevo

### Dalla caduta di Roma al sacco di Pipino d'Italia

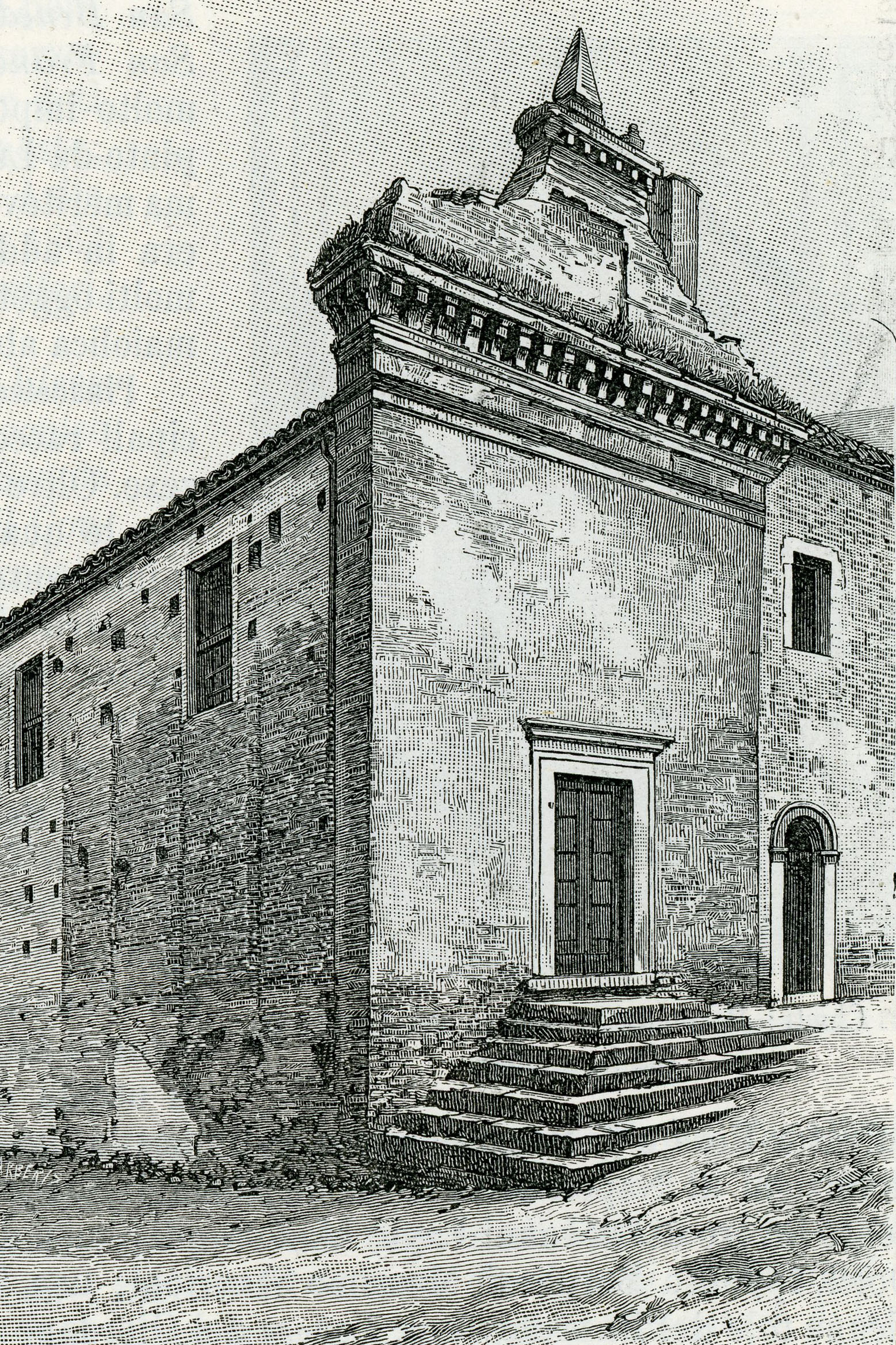
La chiesa di San Paolo, nel tempio dei Dioscuri, fu una delle prime chiese realizzate in città

In seguito alla caduta dell'Impero romano d'Occidente, la città subì varie dominazioni e stravolgimenti durante le Invasioni barbariche del V secolo. All'arrivo dei Longobardi nel VI secolo la città mostrava una vita urbana ancora sufficientemente articolata, e per questo in seguito fu scelta come sede del governo locale. L'equilibrio cittadino dopo la perdita del controllo romano si sfaldò ben presto, le costruzioni andarono distrutte, la cavea dell'anfiteatro divenne una necropoli, e cava di materiale per la costruzione di nuovi edifici.

### Cristianizzazione
Nel VI secolo iniziò la peregrinazione a Teate di Giustino di Siponto, che diventerà in seguito il patrono della città. Morto nel 540, a lui è attribuita la fondazione della Diocesi Teatina, con la primitiva costruzione di un edificio paleocristiano su un'altura della città, successivamente consacrata come cattedrale di San Giustino. La cristianizzazione della città avverrà in modo completo sotto i Longobardi, dacché gli antichi templi romani verranno riconvertiti in luoghi di culto cattolico, come il tempio maggiore di piazza dei Templi Romani, che diverrà nell'VIII secolo la chiesa di San Paolo, e il tempio di Diana nel rione Tricalle, che si trasformerà nella chiesa di Santa Maria del Tricaglio. La chiesa originale di San Giustino fu distrutta da Pipino d'Italia, ma una nuova chiesa con lo stesso nome è documentata dall'840.

### Primo sviluppo urbano e conquista normanna
Il centro cittadino, in seguito alle estese distruzioni, si andò spostando in direzione nord-est, e piccoli rioni sorsero nelle vicinanze, come Castellum Tribulianum, oggi rione Trivigliano - Santa Maria, il rione San Giovanni e Piano Sant'Angelo, fondati dai Longobardi e il quartiere Santa Caterina, poi San Gaetano. Il consolidamento definitivo di questi villaggi è citato nel passo del Memoratorio di Bertrario nell'868.
In un documento degli Annales Regni Francorum, viene riportato come Chieti, dopo la decadenza longobarda, passò al ducato di Spoleto, sotto il governo di Guinigiso: su invito di papa Adriano I, Carlo Magno alla guida dei Franchi invase, nella sua discesa in Italia, i territori abruzzesi. Al servizio di Carlo c'era il figlio Pipino (successivamente noto come Pipino d'Italia). Ucciso in battaglia il re dei Longobardi Desiderio, a Pipino spettò il compito di cacciare Grimoaldo. Le città di Chieti e Histonium, roccaforti longobarde, vennero prese e date alle fiamme. Con la lenta ricostruzione, il governo della città andò in mano agli Attoni.
La "contea Teatina" si sviluppò alla fine del IX secolo con la dinastia degli Attonidi, con capostipite il borgognone Attone I; il primo documento ufficiale circa il comitatus teatinus è del 938; ad Attone successe Attone II che governò Chieti dal 957 al 995. Gli Attonidi si arricchirono con vasti feudi, intavolando un'accorta politica con i principali monasteri di San Clemente, San Giovanni in Venere, Farfa, Montecassino e San Vincenzo al Volturno. In un placito del 935 Chieti è riportata sotto il governo di Attone, il quale assunse il governo del distretto di Penne e Termoli. In quest'epoca Chieti si consolidò anche dal punto di vista religioso, con la dinastia del vescovo Trasmondo, che si impegnerà per l'edificazione di chiese e nel restauro di monasteri. In questo periodo iniziò anche la prima fortificazione della città, con la costruzione delle mura di cinta. i
Chieti fu conquistata nell'XI secolo dai Normanni, come il resto dell'Italia meridionale, e il conte Trasmondo III perse il dominio della città in favore dei i normanni di Roberto di Loritello. Nel 1065 la città risulta governata dal Vescovo Attone, che nel 1069 riconsacra la cattedrale di San Giustino. Nel 1094 Chieti fu nominata da Roberto il Guiscardo capitale degli Abruzzi, e successivamente passò di potere al nipote Drogone d'Altavilla. 

### Dagli Svevi agli Angioini
Nel 1233 Federico II di Svevia riunì i vari territori abruzzesi in un unico ente, il giustizierato d'Abruzzo, con capoluogo Sulmona. Nel 1227 sempre Federico II confermò al vescovo teatino Bartolomeo il possesso perpetuo dei vari feudi concessi nel 1195 da Enrico VI di Svevia. Tali possedimenti riguardavano i feudi del territorio bosco dell'Alento, della valle di Madonna delle Piane e di Forcabobolina.
A causa della difficoltà nell'amministrazione dei numerosi feudi del giustizierato, la regione venne divisa nelle due entità di Abruzzo Ultra e Abruzzo Citra, con Chieti individuata come capoluogo di quest'ultima. La città partecipò ad alcune battaglie contro le ultime roccaforti normanne a Guardiagrele (1279) sotto i conti di Palearia.

## Dagli Angiò agli Aragona
(Fazio degli Uberti, dal "Dittamondo")
Con il casato angioino e più avanti il periodo aragonese, Chieti conobbe grande prestigio, presto spodestando per potere Sulmona, quando Carlo I d'Angiò nel 1273 dividerà l'Abruzzo nell'Abruzzo Citeriore e Abruzzo Ulteriore: Chieti divenne immediatamente la capitale del Citeriore, riconosciuta dapprima da Carlo I d'Angiò, dove fece insediare il cadetto Ridolfo di Corniaco, e poi da Alfonso I d'Aragona. Nel 1272 la figlia di Ridolfo, Margherita era contessa di Chieti, che si scontrò con il conte Odorisio de Sangro, figlio di Sinaballo de Sangro gran connestabile degli Abruzzi, che si era dato al saccheggio di alcune terre della contea.

### Chieti nominata "città regia" da Alfonso d'Aragona
Chieti ebbe il privilegio di battere moneta propria durante il governo transitorio dei Durazzeschi (Carlo III e Ladislao). La titulatio di città regia e capoluogo degli Abruzzi, il Citeriore, fu rinnovata nel 1443 da Alfonso V d'Aragona (Alfonso I di Napoli), che andò personalmente a Chieti per la nomina, risalendo da Porta Reale (o Porta Napoli, si trovava presso il teatro romano nella zona sud-ovest) che spodestò gli angioini a Napoli dopo la guerra dell'Aquila (1424) e soprattutto quando morì la regina Giovanna II.
Lo stemma cittadino infatti recita "Theate Regia Metropolis utriusque Aprutinae Provinciae Princeps" (Chieti città regia e capoluogo di entrambe le province degli Abruzzi). All'originario scudo con la croce bianca dei Crociati in campo rosso, con le chiavi delle quattro porte di Chieti, c'è la modifica che lo stemma appare nello scudo dell'eroe Achille a cavallo, dentro il nuovo gonfalone con la scritta latina di re Alfonso

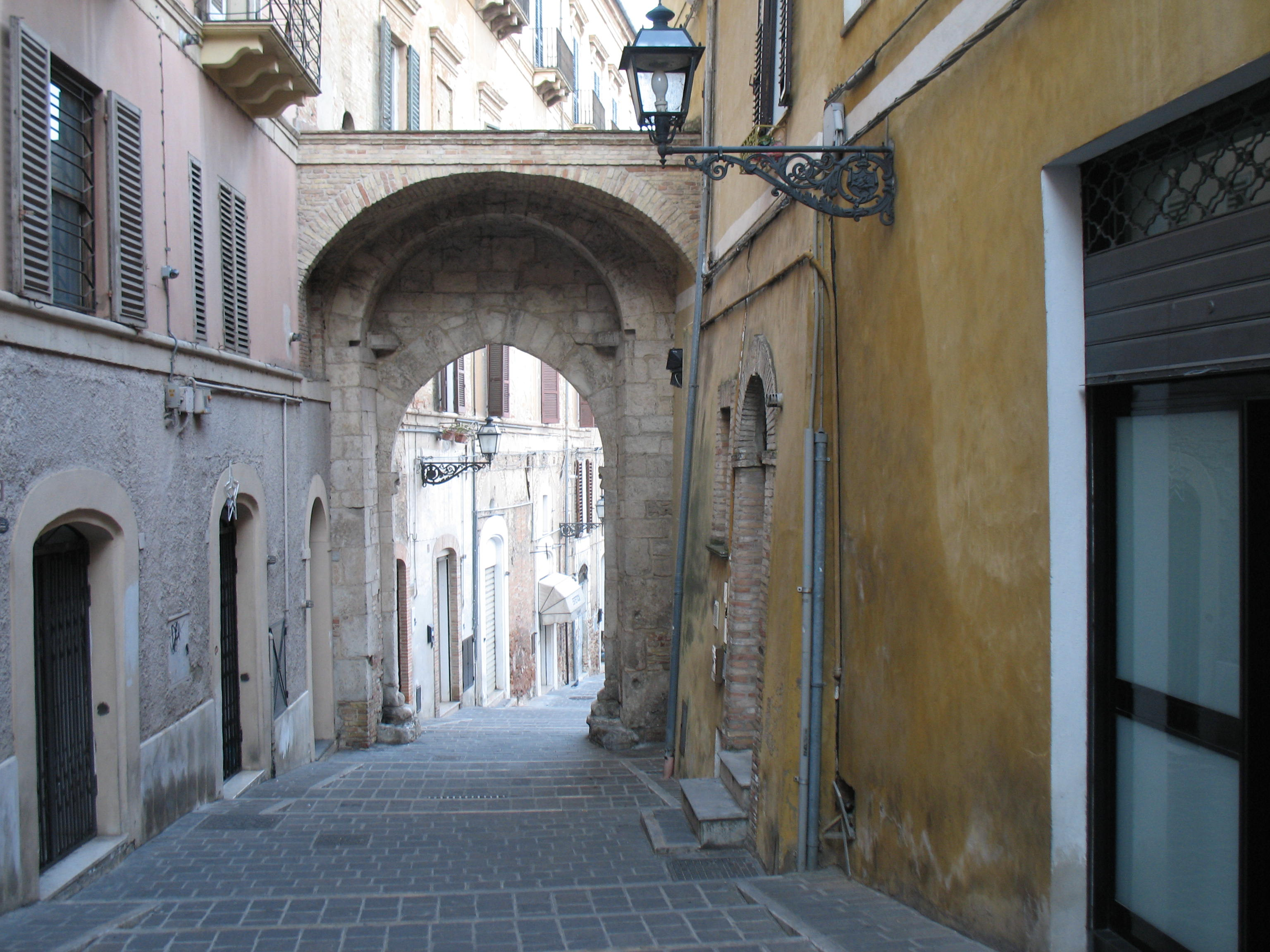
Porta Pescara, una delle poche testimonianze medievali della città

Durante la guerra tra le truppe di Alfonso contro quelle dell'angioina Giovanna II, il terreno principale dello scontro finale fu in Abruzzo: le truppe di Muzio Attendolo Sforza bloccarono i traffici allo sbocco del fiume Pescara presso Aterno. Era l'inverno del 1423: Braccio da Montone il capitano delle guardie di Alfonso, nominato Gran Connestabile degli Abruzzi, aveva fatto svernare le truppe nella piana di Chieti, e poi si era diretto verso L'Aquila per prenderla, dato che era di partito angioino, distruggendo una ad una le 99 rocche la fondarono circa 200 anni prima. Muzio Attendolo nel guadare il fiume paludoso della Pescara, presentandosi per primo, morì annegato, e il comando fu preso dal figlio Francesco Attendolo, che guidò l'assedio dell'Aquila.

## Urbanistica di Chieti nel Medioevo
La città nel XIII secolo conoscerà l'ordine francescano, agostiniano e domenicano, che si installeranno con la costruzione di conventi e monasteri. Nel 1269 fu completato il convento della chiesa di San Francesco al Corso, la seconda maggiore della città dopo la Cattedrale. Il domenicano si trasferirono presso la chiesa di San Domenico, e gli agostiniani presso il complesso di Sant'Agostino nel rione Santa Maria. La città conobbe anche uno sviluppo urbano in stile gotico, di cui oggi rimane solo la testimonianza del restauro della chiesa di Sant'Agata nel rione omonimo, già esistente dal IX secolo. Le vecchie strutture romane dell'anfiteatro e del teatro invece, in rovina già da qualche secolo, erano state riutilizzate come cave di costruzione di edifici civili e monumentali: in particolare il teatro romano fu quasi inglobato per intero in costruzioni civili medievali, perdendo completamente la pianta originaria. Presso l'anfiteatro romano invece fu costruita la chiesa di Santa Maria in Civitellis (XII secolo), sede dei Padri Celestini, al termine del campo boario della Fiera (via Ravizza) che inglobarono un semicerchio del complesso romano. Di gotico resta anche la testimonianza di Porta Pescara, unico arco di accesso delle antiche mura sopravvissuto, dato che le storiche porte furono demolite, l'ultima Porta Zunica o "Tre Archi" in piazza San Giustino nel 1894.

### Le mura di Chieti
L'ampliamento della città si direzionò verso Nord e si qualificò secondo uno schema simmetrico con le arterie principali di via degli Agostiniani, via Arniense, via Toppi, disegnando due ali di farfalla con blocchi regolari di edifici nel quartiere Santa Maria fino a Porta Pescara; ad Est gli edifici costituirono le attuali via De Lollis, Via Materdomini, a Sud la Civitella rimasta fuori dalle mura. Tali mura cingevano gli edifici ed erano costituite da 9 porte maggiori, più altre minori; oggi solo Porta Pescara è sopravvissuta, ma queste erano: Porta Sant'Andrea (presso la Trinità), Porta Reale (via Npaoli, al teatro romano), Porta Monacisca (via Materdomini), Porta Santa Caterina o "da un solo occhio" (presso San Gaetano), Porta Gallo, poi Zunica all'ingresso di Largo Cavallerizza, due porte presso San Giustino, Porta Santa Maria presso la chiesa di Sant'Agostino, Porta Pescara nel quartiere Santa Maria e Porta Sant'Anna presso Piazza Garibaldi.

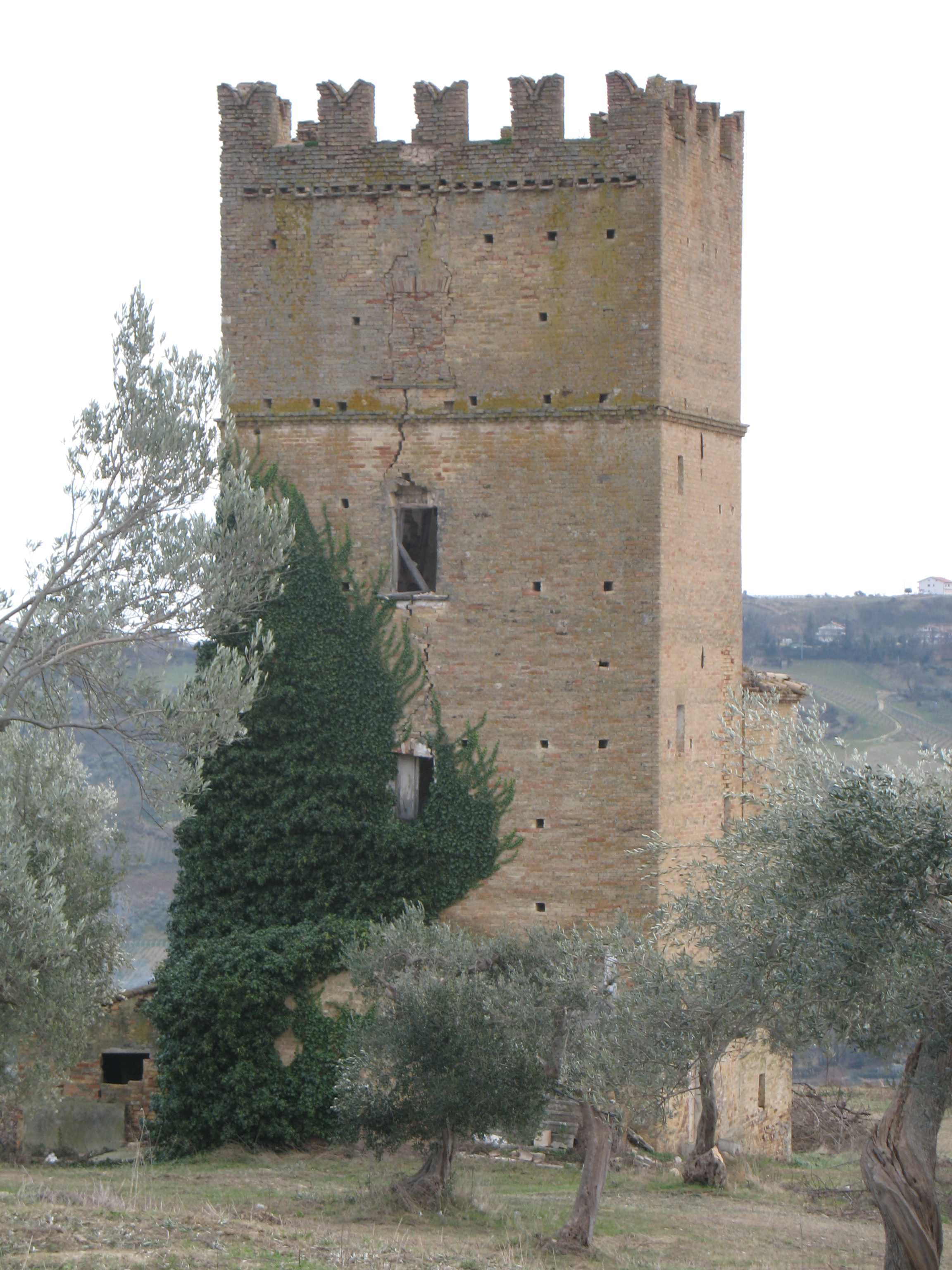
Torre Anelli Fieramosca, edificata nel XV secolo

## Il Quattrocento

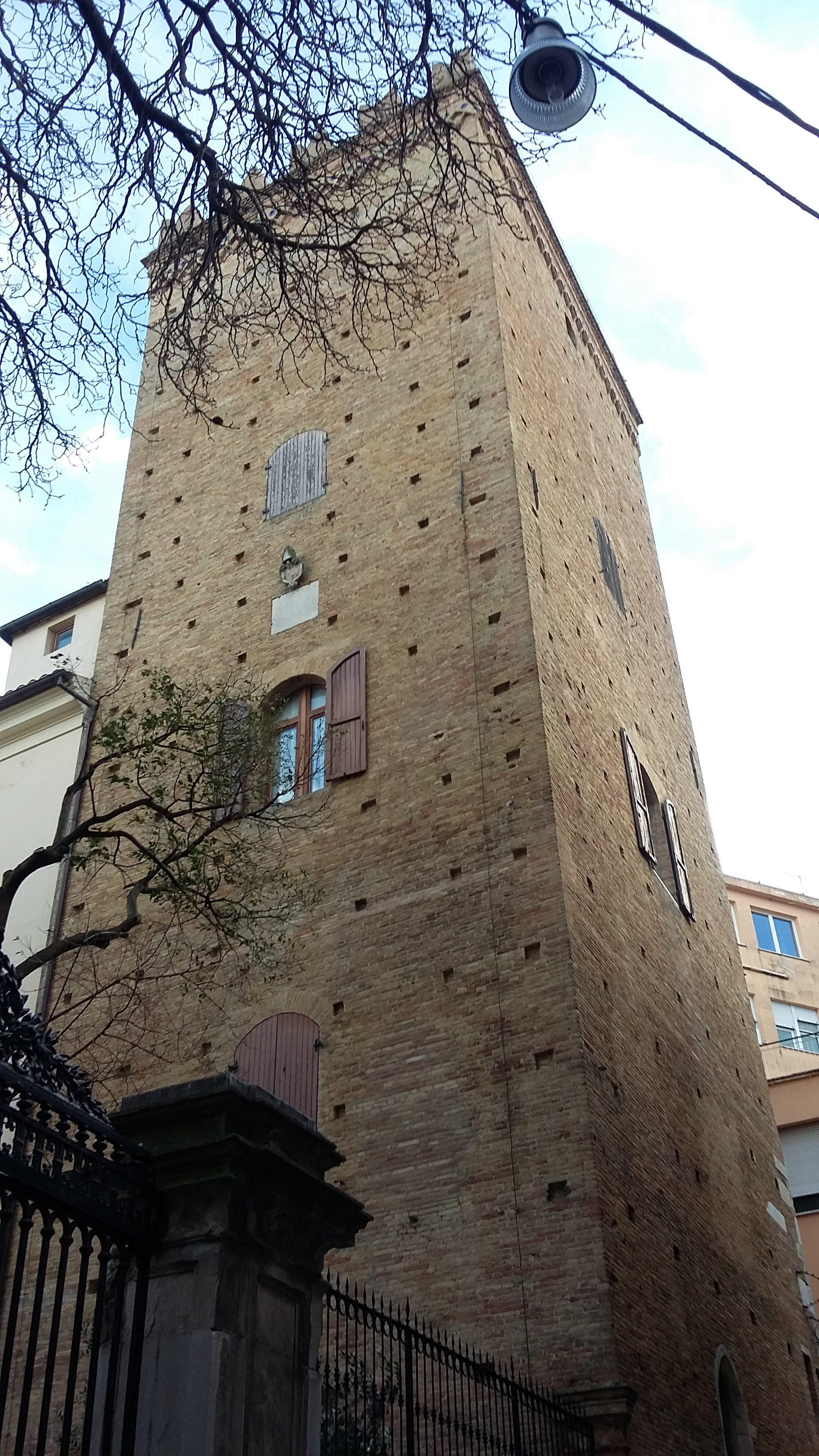
Torre di Colantonio Valignano nel palazzo arcivescovile

Nel 1404 il "comitatus teatinus" si arricchì di nuovi castelli: Lettomanoppello, Manoppello, Casalincontrada, Roccamorice e Turri. In quell'epoca Chieti e il contado tutto contava circa 1400 fuochi, con circa 400 nella città. Nel 1420 fu fondato il monastero di Sant'Andrea, ultimo dei grandi complessi conventuali teatini in gestione ai Padri Zoccolanti, oggi ex Caserma Bucciante nella villa comunale, mentre il comitatus assoggettava il feudo di Ripa Teatina. Il passaggio delle alleanze della città dagli Angioini agli Aragona non fu molto felice, poiché Ferrante d'Aragona il 28 luglio 1458 sottoscrisse un documento in cui confermava i poteri della città sul comitatus, ma imponeva pagamenti in cambio di alleanza.
Tuttavia col suo predecessore Alfonso I di Napoli (Alfonso V d'Aragona), per la fedeltà di Chieti qlla casata spagnola dopo che nel 1423 la città si era sottomessa con le truppe di Braccio da Montone premiò Chieti con una speciale investitura. Il documento del 1443, conferma Chieti "Theate Regia Metropolis utriusque Aprutinae Provinciae Princeps"
("Chieti città regia e capoluogo di entrambe le province degli Abruzzi"). La frase è riportata anche nel motto dello stemma civico.
Chieti otteneva l'investutita di città regia degli Abruzzi, aveva sede di un parlamento cittadino, era esente dai pagamenti alla Corona di Napoli, aveva diritto di controllo sul contado, aveva sede di un tribunale regio.
Tra i più valenti ambasciatori teatini a contatto con la famiglia dei Valignani, allora al comando 
della politica teatina, ci fu Pier Marco Gizzi. Nel 1459 vennero riconfermate al dominio cittadino le zone di Montesilvano, Spoltore e Pianella, ossia territori che superavano a nord il fiume Pescara, linea di confine tra i due Abruzzi. In questo nuovo clima di stabilità politica, a Chieti ebbero grande potere i Valignani.
Altre nobili famiglie teatine erano i Gizzi, gli Henrici, i Tabassi, i Fasoli, i De Masculis, ragion per cui accadeva che si consumassero delle lotte private per il controllo dei vari feudi, benché nel parlamento, ricorda Sara Di Paolantonio in un suo studio, vigeva un buon rapporto di concordia delle investiture, con prestiti di credito da parte dei Valignani, per quanto riguardava il sistema economico cittadino, di forte impronta paternalistica.
Nel casato Gizzi le lotte si consumarono fino a degenerazioni tiranniche, per i fratelli Valerio e Troilo, figli di Pier Marco, così come accadeva nella vicina Lanciano con le famiglia Ricci e Florio, che affogarono nel sangue per almeno mezzo secolo numerose vite dei loro familiari, per il potere della città. I Valignani, grazie all'indebolimento di queste famiglie nelle loro lotte fratricide, si imposero definitivamente nel 1495. I Gizzi con la loro politica agricola-imprenditoriale tentarono un ultimo colpo nel 1497, impiantando mulini sul Pescara e sull'Alento.
Con le leggi di Ferdinando il Cattolico fu elevato a ducato dei Marsi il feudo di Tagliacozzo, vennero ricoperti di benefici i castelli di Caramanico Terme, Salle Vecchio, Torino di Sangro e Agnone. Il nucleo feudale di Chieti venne scompaginato, in favore di un arrotondamento agro-pastorale dove ci sarebbe stata più varietà di vie commerciali, oltre alla via Tiburtina Valeria passante per la Val Pescara. Chieti si rinchiuse, come testimoniato nel 1553, in una forma di governo autoritaria capeggiata dal patriziato dei Valignani, che gestiva l'amministrazione, la macchina feudale, i circoli culturali. Nel 1561 sono attestati 670 fuochi. Nel 1557 i lavori delle mura per fortificare la città contro eventuali attacchi dal fiume Tronto spinsero le monache Clarisse a fondare un nuovo convento dentro la città.

## Il Cinquecento
A cavallo di questi secoli, nella vita pubblica, si sviluppò il famoso palio di San Giustino, detto anche lu Ricchiapp, perché partendo dalla chiesa di Sant'Anna al cimitero, terminava in Piazzetta Zuccarini (la storica esedra della pescheria), proprio dietro la Cattedrale. Il detto popolare dice: "lu cavall bbone si vede a lu ricchiapp", poiché la corsa dei cavalli berberi si svolgeva senza fantino e finimenti, in onore del patrono San Giustino di Chieti. Il popolo poteva quindi conoscere il padrone vincitore solo quando l'addetto scudiere, il barbaresco, persona conosciuta, provvedeva a recuperare (lu ricchiapp) il cavallo. Lo storico Girolamo Nicolino riferisce che la corsa si sviluppò dai palii di Roma nel '400; l'ultimo palio ci fu nel 1931 con punto di partenza Piazza Garibaldi. All'arrivo in Piazzetta Zuccarini, il proprietario del cavallo vincitore riceveva una somma di denaro e un'icona votiva di San Giustino.
Nella seconda metà del '500 venne eretta, per la vittoria dei francesi cadetti dei teatini nella battaglia di Lepanto (1570), una chiesa dedicata alla Madonna della Vittoria, fuori le mura. La chiesa nel corso dei secoli diventerà un simbolo per i cittadini per vari presunti miracoli a favore della popolazione.

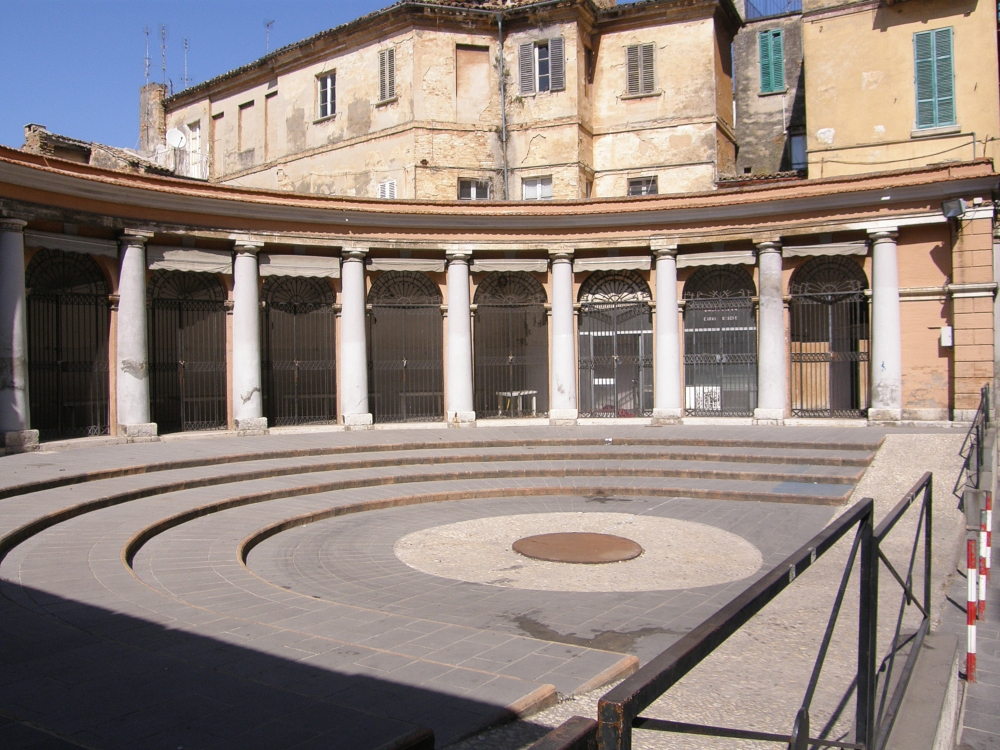
Piazza Zuccarini con l'esedra della pescheria

### L'attacco turco e l'aneddoto di Giovanni "senza paura"
Nell'estate 1566 si verificò l'ennesimo saccheggio degli ottomani capitanati da Piyale Paşa (o Pasha) a danno delle coste e delle campagne abruzzesi a ridosso del mare. Venne assediata la Fortezza di Pescara, già voluta nel 1510 da Carlo V per sorvegliare la foce del Pescara, ed in seguito saccheggiate Francavilla al Mare, Ortona e Vasto. I piccoli centri dell'entroterra come Miglianico, Torrevecchia Teatina si spopolarono, ad eccezione di Pescara che respinse l'invasione. Una leggenda popolare riporta che gli ottomani decisero di risparmiare l'assedio a Chieti, richiedendo un pagamento di 700 donne insieme a tutti i giovani e le ragazze della città, contando sul fatto della cattura della prigioniera Odolina Troilo, figlia dell'amministratore. Suo fratello Valerio, finse di convertirsi all'Islam, per arruolarsi con dei volontari nell'esercito nemico, mentre un certo "Giuvann senza paura", teatino, era riuscito a fuggire dalla prigionia di Pescara, fornendo a Valerio alcune importanti informazioni. L'esercito scelto benedisse le armi nella cripta di San Giustino e partì in guerra, sorprendentemente condotto dalla monaca badessa Teodorica del convento delle Clarisse. Una nebbia provvidenziale avvolse il campo di battaglia, e i teatini ebbero la vittoria, catturando il comandante islamico Soliman Pashà, tagliandogli il capo ed esibendolo come trofeo su Porta Pescara.

## Chieti alle soglie del Seicento
Da questo momento in poi Chieti visse sino all'800 un periodo di stabilità economica e politica, benché prettamente controllata da un ceto burocratico di estrazione aristocratico-intellettuale. I Valignani si dimostrarono magnanimi nel garantire l'amministrazione, nel cercare di stabilire un collegamento intellettuale culturale con Napoli e Roma, ma si dimostravano altresì ultraconservatori dinanzi a proposte di rinnovamento agricolo-economiche che si manifestarono con gli ideali genovesiani, e dinanzi alle perfino più lievi forme di dissenso nei loro confronti, come dimostra l'assassinio dello storico Girolamo Nicolino nel 1659, nemico del barone Niccolò Toppi, che lo accusò di plagio di sue ricerche storiche.
In questo periodo ci fu la corsa ai conventi da parte di nuovi ordini religiosi costituitisi dopo il Concilio di Trento: i Carmelitani a Santa Maria della Civitella o dei Celestini, poi i Minimi al convento di San Francesco di Paola, i Crociferi di Camillo de Lellis alla chiesa dell'Annunziata con l'annesso ospedaletto, nel 1593 i Gesuiti dentro il complesso di Sant'Ignazio (attuale teatro Marrucino con palazzo Martinetti Bianchi), gli Scolopi di Giuseppe Calasanzio a Sant'Anna (attuale chiesa di San Domenico Nuovo), poi i Cappuccini a San Giovanni nel 1580, che in precedenza era il monastero delle Clarisse, e gli Zoccolanti all'ex convento di Sant'Andrea, attuale ex ospedale militare alla villa.
I Camilliani, insieme ai Chierici regolari Teatini si occuparono della cura degli ammalati, gli Scolopi e i Gesuiti dell'educazione dei giovani negli appositi istituti, per non parlare 
della scuola del Seminario diocesano, rendendo Chieti un centro religioso e culturale di rilievo nell'Abruzzo Citeriore.

## Chieti nel XVI-XVII secolo: le nobili famiglie
Tra le nobili famiglie, spesso di provenienza extra Abruzzo, installatesi a Chieti per affari, si ricordano i Frigerj, Mezzanotte, Nolli, Tavolino o Tavoltino o Thaultino); nel ‘600 continuavano ad affluire a Chieti dalla Lombardia e dal Veneto le famiglie Cetti, de Tiberiis, Farina, Paini, Ravizza, Ricciardone, Spinelli, Tasca, Tiboni, Toppi, Torricella, Zambra
Nel XVI secolo fu impiantata anche una tipografia della famiglia Facii, che stampò opere anche di abruzzesi, come la storia di Teramo di Muzio Muzii.

### I Valignani
L'antica famiglia proviene da Napoli, e avrebbe origini normanne, proveniente dal castello di Valignano, distrutto da Carlo I d'Angiò. Godette di vari privilegi, a Napoli i membri furono ascritti ai Seggi del Porto e Portanova, a Lucera, Chieti dove appartenne al primo custode civico. Nella terra d'Abruzzo Citeriore, i Valignani ebbero numerosi feudi: Abbateggio, Campo di Giove, Canzano, Casacanditella, Fallascoso, Fontechiaro, Francavilla al Mare, Lettopalena, Miglianico, Pacentro, Pennadomo (nel XVII secolo Penna d'Homo), Ripa Teatina (al secolo Ripa di Chieti), Roccamorice, San Valentino in Abruzzo Citeriore, Semivicoli, Torregentile e Torremontanara (oggi frazioni che compongono Torrevecchia Teatina); mentre nell'Abruzzo Ulteriore ebbero Cantalupo (ossia Piano d'Orta di Bolognano), Castelvecchio, Castiglione a Casauria, Castilenti, Collalto (oggi Castellalto), Montorio al Vomano, Ripattoni, Scorrano, Spedino, Vallelonga, Vallemare di Pianella.
Suddivisero inoltre il loro territorio in tre gruppi: la Baronia di Roccamorice e Cepagatti nel 1649, con sede del marchesato in quest'ultima e Casanova, Patriziato di Chieti e il Ducato di Vacri e Alanno nel 1698.

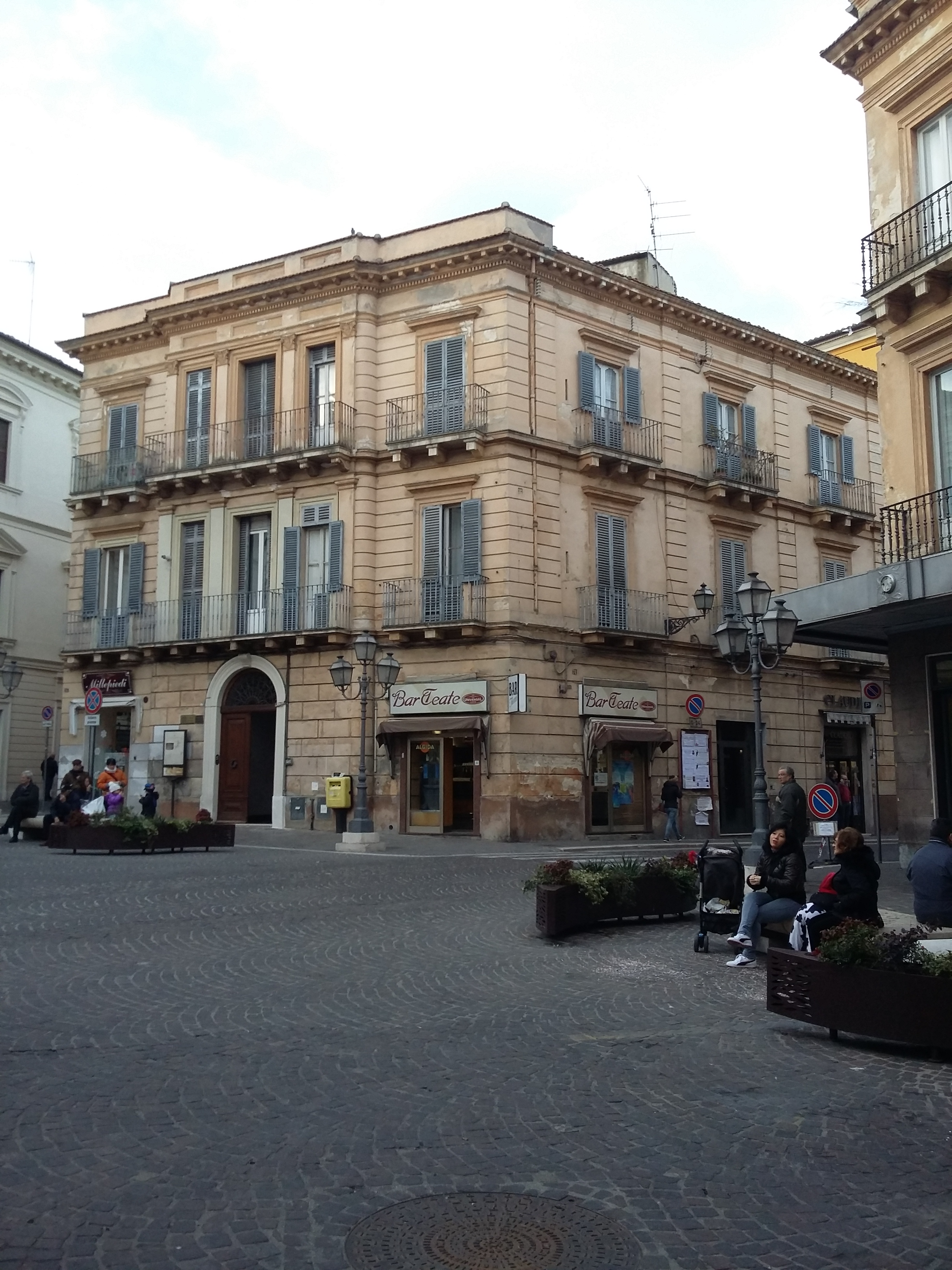
Piazza Valignani

### Il patriziato di Chieti tra Cinquecento e Settecento
Seguendo il modello degli antichi baroni franco-normanni degli Attoni, che furono sia politici che vescovi signori della Contea di Chieti sino all'epoca sveva, i Valignani scelsero l'opzione di dare continuità alla loro presenza sul territorio marrucino con la politica familiare, basata su strategie nuziali e testamentarie comuni. L'opzione più praticata fu l'endogamia, proprio perché garantiva una minore dispersione dei beni. Frequenti matrimoni tra consanguinei erano tipici di quei casati strutturati come ampi clan, cioè formati da diversi nuclei familiari che mantenevano ciascuno la propria individualità rispetto al resto del parentado; ma poi intrattenevano tra di loro relazioni strette da apparire come una sola famiglia.

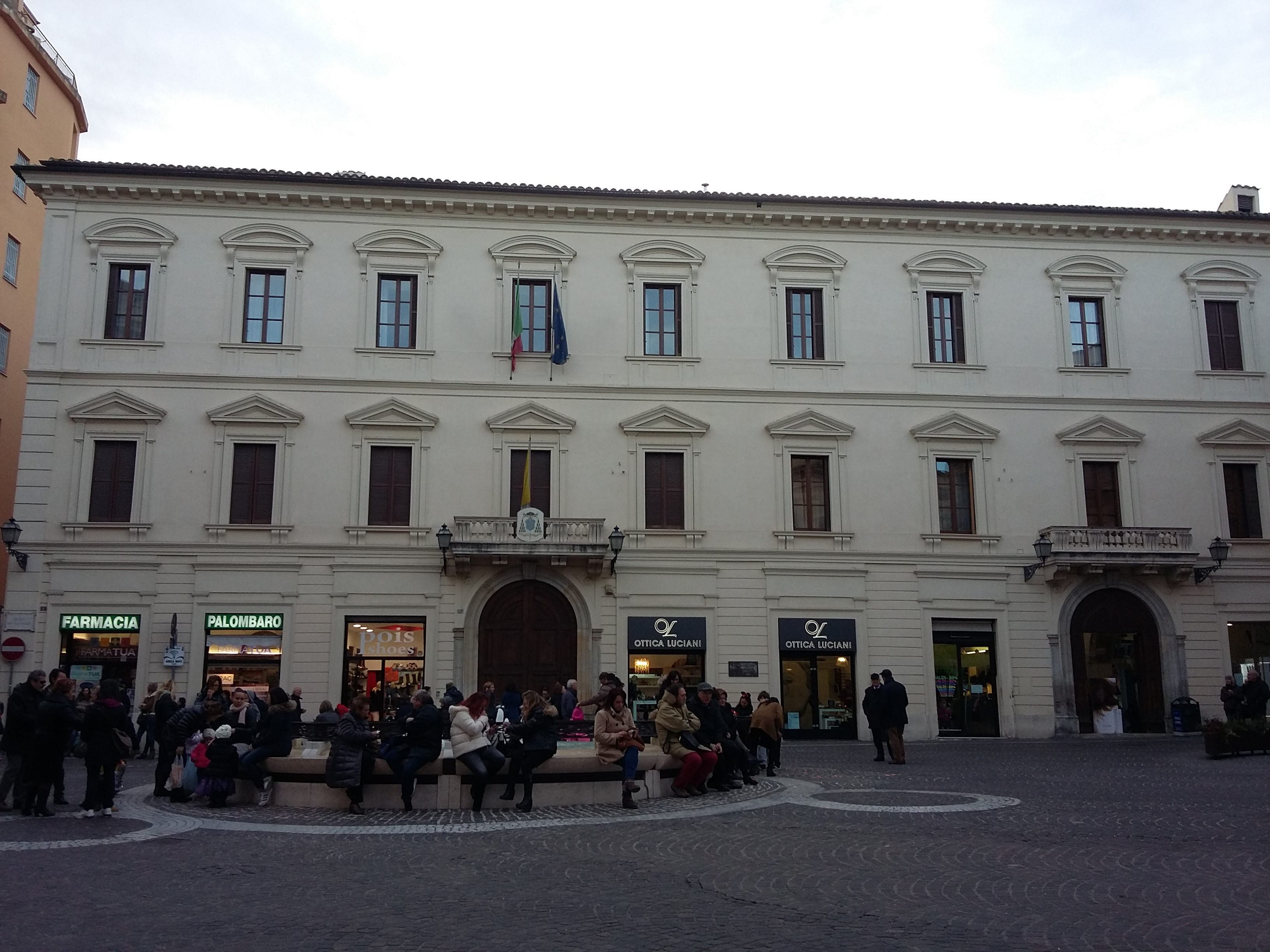
Palazzo Arcivescovile

Tuttavia i Valignani dal XV secolo in poi dovettero competere con le grandi famiglie degli Orsini, i Colonna, i Farnese, i Cantelmo e i Caracciolo, e decisero di rendere Chieti una sorta di metropoli d'Abruzzo, sede di un saldo potere, tessendo rapporti di compromesso con i rapporti di sottomissione al Regno, in maniera da conservare influenza economica e politica sia sulla regione abruzzese che nei confronti dello stesso re di Napoli. Chieti era "città regia" già dall'epoca di Federico II, ossia libera da domini feudali e dipendente direttamente dal re, insieme ad altre realtà come Sulmona, L'Aquila e Lanciano.
La città era retta da un organo collegiale elettivo, il Parlamento, formato da 100 uomini scelti per cooptazione dagli altri deputati provenienti dai 6 rioni della città. L'assemblea civica era composta dai Cinquecento membri dell'alta borghesia e dai feudatari di ceto medio, Valignani compresi, prima dell'ascesa al potere.
Oltre ai Valignani, nobili famiglie teatine erano i Camara, i Di Venere, gli Henrici, e i Ramignani, che componevano l'ossatura delle classi protagoniste della serrata elitaria cittadina. La politica del Quattrocento si fondava sull'equazione terra-esercizio del potere, retaggio dell'antica ideologia baronale feudale, che permetteva a una manciata di case patrizie di governare interi acri e appezzamenti dell'ex Comitato Teatino, da Spoltore a Popoli, da Lanciano a Vasto. I Valignani erano quelli che avevano maggiori feudi, divisi tra piccole baronie e marchesati, che insieme costituivano quasi il 70% della provincia di Chieti, escluse le terre di Lanciano e Vasto. Per questo i Valignani acquisirono anche nel Parlamento notevole pregio, i loro deputati erano i primi ad essere menzionati nelle relazioni consiliari tra i presenti alla seduta, e al momento di discutere i punti dell'ordine del giorno, esprimevano la loro opinione e votavano prima di tutti gli altri colleghi patrizi, condizionando le delibere finali.

### Le altre famiglie di Chieti
La strategia familiare di arrivare al potere fu la scelta di non farsi promotori dell'eliminazione degli organi elettivi, a vantaggio degli esecutivi, come accadde in altro "università" meridionali. Fu intuizione politica lungimirante, poiché proprio sulla capacità di orientale le preferenze di chi doveva nominare i funzionari della città, i Valignani basarono la loro autorità per lungo tempo. Secondo gli Statuti Teatini, le magistrature civiche erano elettive e la scelta tra i candidati presentati da ogni rione spettava proprio al Parlamento, appositamente convocato. L'autorità esercitata dalla famiglia su tutte le funzioni dell'organo, garantiva la possibilità di controllare le assegnazioni degli incarichi, favorendo innanzitutto i propri esponenti e poi i sostenitori politici. L'incarico di maggior importanza era quella del camerlengo, il supremo funzionario della città e interlocutore privilegiato da un lato del Preside della Regia Udienza, dall'altro dell'Arcivescovo.

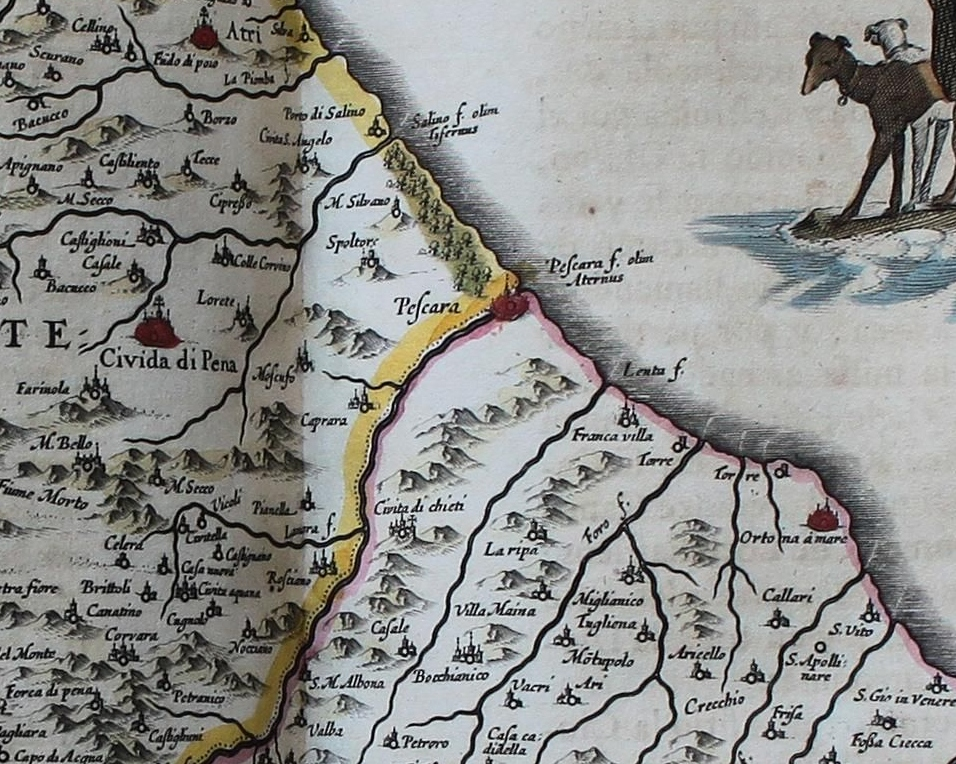
Carta degli Abruzzi Citeriore e Ulteriore, divisi dal fiume Pescara

Il dominio dei Valignani sul Parlamento iniziò nella metà del Cinquecento, quando riuscirono a monopolizzare l'ufficio di camerlengo e a mantenere il controllo sui feudi e sulla politica sino al XVII secolo. Pochi furono i casati locali che riuscono a competere con lo strapotere dei Valignani, ossia i Ravizza, e gli Henrici, Ramignani, De Honofris, i Venere, i Tauldino. I Valignani, anche nei periodi in cui non erano al potere, riuscivano ugualmente a condizionare le delibere del parlamento e della suprema magistratura. Nel XVI secolo la situazione delle fazioni a Chieti era diversa dagli ordinari scontri nelle altre città del Regno: i Valignani erano una fazione unica a stato corporativo, poiché all'opposizione non c'era uno schieramento altrettanto multiforme e ben compatto, ma era essa stessa divisa tra i tanti oppositori: i Ramignani, gli Henrici, i Petrucci.

### Gli oppositori dei Valignani
I Tauldino erano originari di Brescia, giunti a Chieti nel XVI secolo, e acquistarono feudi nella zona, si legarono ai Valignani per ottenere seggi in parlamento. Dei Salaia, essi erano originari di Valencia con Martino Salaia che divenne Regio Uditore nell'Abruzzo Citeriore. Gli Henrici o Errici non erano teatini, ma si stanziarono definitivamente nel XVI secolo in Abruzzo Citeriore, i Petrucci erano di Chieti, originari di Siena, stabilitisi definitivamente in città nel XVII secolo, i Ramignani erano di origini romane.
I Tauldino, Salaia, Ramignani, Henrici e Petrucci divennero camerati, ma anche cassieri, granieri e procuratori di diversi istituti cittadini, capitani, credenzieri, sindacati, per via della sottaciuta rete di favoritismi a sostegno politico reciproco, con a capo naturalmente i Valignani. Ciò non vuol dire che nel parlamento non ci fossero sentimenti di dissensi e opposizione, senza sfociare però in complete rotture di partito. I momenti di alta tensione si ebbero quando si trattava di eleggere membri estranei alle casate patrizie storiche, come il caso dei Camarra e degli Honofris. Nel 1586 la polemica fu palese quando Fabrio Turri lamentà l'impossibilità di procedere con i lavori d'assemblea per insufficienza dei numeri dei membri, ossia la tecnica di ostruzionismo e assenteismo cara ai Valignani.

### La tattica del potere a Chieti
Per mantenere il primato oligarchico, e per ottenere la legittimazione di lunga durata da parte della comunità, era necessario che il lignaggio intero manifestasse continuamente i tratti d'identità familiare e civica forte, capace di dipanare le maglie del proprio potere tra i diversi aspetti della vita collettiva cittadina. Nel corso del XVI-XVII secolo molti furono i palazzi costruiti dai Valignani e dalle altre famiglie nei diversi rioni: nello spazio della Strada Grande, oggi Corso Marrucino, che divideva i singoli rioni, l'influenza della famiglia si misurava nella possibilità di cedere da privati cittadini, alcune delle loro residenze alle autorità municipali. La casa fatta costruire all'inizio del Cinquecento sulla piazza principale, accanto alla Cattedrale di San Giustino, era affittata come abitazione per il Preside della Regia Udienza Provinciale. L'immobile che si affacciava su Largo del Pozzo era invece la sede parlamentare fino al 1630, quando i Valignani lo ricomprarono dall'Università. Questo palazzo è semicrollato nel 1913 circa per un cedimento del terreno, e vi è stata costruita al suo posto la sede della Banca d'Italia, mentre il palazzo su Piazza San Giustino è stato ampiamente ristrutturato, oggi noto come Palazzo d'Achille, sede municipale di Chieti.

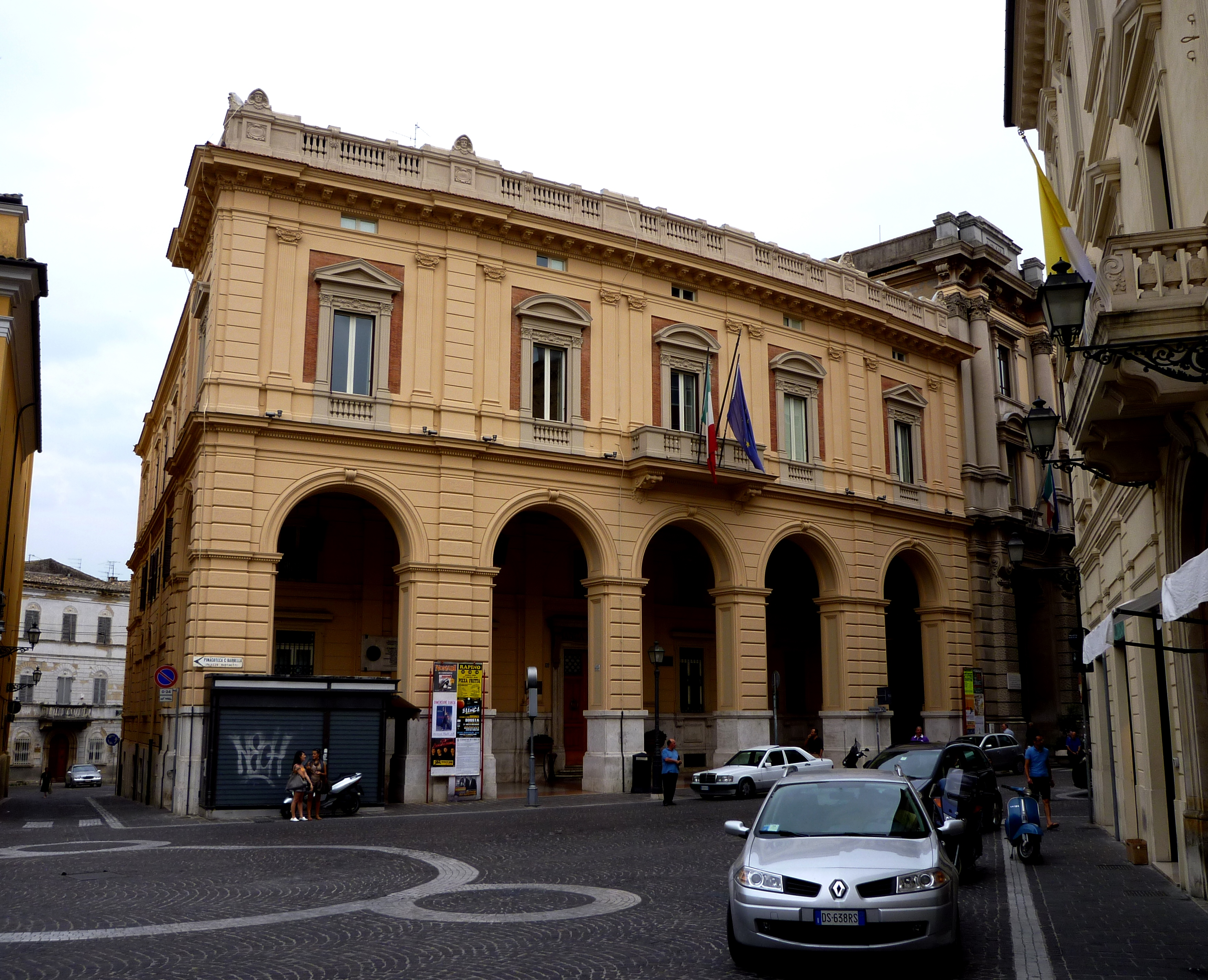
Palazzo della Banca d'Italia

Nessun'altra famiglia poteva vantare di aver messo a disposizione della collettività i propri palazzi: era un privilegio saldamente controllato da chi era al vertice della gerarchia, altra prerogativa fondamentale dei Valignani era che essi prestavano denaro al municipio, diventando creditori della città, e dunque esercitando il potere economico per eccellenza. Nel 1625 il camerlengo Pietro Valignani si impegnò di prima persona a pagare alcuni debiti del municipio, alcuni mesi dopo quando il suo mandato scadde, il fratello Giovanni Andrea impose all'assemblea di saldargli il dovuto con la cessione del ricavato alla gabella della carne. Nel 1585 Giovanni Andrea aveva svolto l'incarico di mediatore nell'accordo tra l'Università Teatina e Ferrante da Palma per un prestito di 7000 ducati. Nel 1574 il fratello Ascanio Valignano aveva offerto una casa di sua proprietà per saldare un debito che Chieti aveva con la corte papale. L'affitto e la gestione delle gabelle civiche fu un altro mezzo dei Valignani per esercitare il controllo totale, particolar e fu il caso di Giovan Battista e il fratello Valerio Valignani per l'affitto nel 1643 per 1300 ducati.

## I feudi del Principato di Chieti
Con il mezzo degli statiti comunali, si potevano modificare periodicamente i metodi di gestione delle gabelle, e coloro che sceglievano il modo di tassazione erano gli stessi patrizi del Parlamento, che poi diventavano automaticamente gabellieri, e ciò si svolse non senza contrasti interni, che spesso mettevano in debito la municipalità di Chieti. I Valignani non vennero direttamente coinvolti in questi debiti, e anzi gestivano una parte delle finanze pubbliche attraverso la compravendita dei territori feudali appartenenti alle Università che al momento necessitavano di liquidità.
Nel 1636 Giovan Battista Valignani s'offrì di acquistare Villa Reale (oggi Villareia di Cepagatti) e Socceto, impegnandosi a versare il denaro pattuito in contanti direttamente alla Regia Cassa, per saldare una parte delle tasse municipali. Nello stesso anno Carlo Valignano prese in affitto le entrate dei feudi di Filetto, San Martino sulla Marrucina e Vacri.
Come si è visto con Colantonio Valignani, questa famiglia seppe allacciare rapporti con la diocesi di Chieti, tra le più influenti d'Abruzzo. I membri della famiglia al Parlamento, per elezione del consiglio, furono economi e procuratori della Cattedra e di altre chiese della città, e dell'ospedale dell'Annunziata, mentre altri furono scelti presso la corte papale, soprattutto in occasione della creazione del pontefice Papa Paolo IV (1555), per cui fu inviato Giovanni Andrea Valignani. Il fratello Ascanio Valignani si recò a Roma nel 1577 per sollecitare il pontefice Gregorio XIII a inviare somme per restaurare la Cattedrale. Il missionario gesuita Padre Alessandro Valignano, fratello di Giovanni Andrea e Ascanio, e Visitatore generale plenipotenziario delle Indie Orientali (da Capo di buona Speranza al Giappone, Filippine escluse), contribuì definitivamente a far entrare la famiglia Teatina tra le grazie papali, e tra il prestigio dei patrizi Romani.
Nella seduta parlamentare del 9 luglio 1628 Giovanni Andrea Valignani segnalò ai suoi colleghi addirittura la presenza di nuovi santi compatroni di Chieti, come Sant'Ignazio, e San Francesco Saverio, e ciò si evince anche dal fatto che a Chieti fu istituito il Collegio dei Gesuiti con chiesa annessa, oggi visibili nella struttura del teatro Marrucino (ex chiesa), e nel Palazzo Martinetti Bianchi (ex collegio). Nessun parlamentare si oppose, e a Chieti venne fondata la Compagnia del Gesù, anche in ricordo dei caldeggiamenti che fece, molti anni prima, il citato missionario Padre Alessandro Valignano (morto nel 1606).
In virtù di questi poteri acquisti anche nel territorio religioso, i Valignani presero a decidere i parroci dei loro feudi di Turri, una delle loro baronie più occidentali, al confine con Alanno e Casauria; ciò significa che i Valignani imponevano alla corte arcivescovile, senza obiezioni, le conseguenze del proprio consuetudinario parlamentare nelle terre di loro proprietà.

## Il potere di Chieti alle soglie del Seicento
Durante gli anni Novanta del XVI secolo furono camerlenghi Orazio Henrici, Ottavio Tauldino, Giulio Cesare Salaia, Francesco Petrucci, membri legati per familiarità e interessi ai Valignani. Mancano riferimenti al potere sulla magistratura, forse una ritirata strategica per proteggersi dagli attacchi degli oppositori. Nei primi decenni del Seicento, il processo di chiusura aristocratica dell'élite dirigente raggiunse il culmine: la competizione politica si fece serrata, soprattutto per il ruolo di camerlengo, e gli oppositori Tauldino, de Letto, Camarra, Vastavigna, Lupi e Orsini si fecero più evidenti. Il sistema d'imparentato e controllo dei Valignani e rivali di Chieti s'incrinò non appena nuove famiglie giunsero in città, e sfruttarono questa tecnica per elevarsi a livelli più vantaggiosi nel rango politico. Dunque i Valignani subirono una battuta d'arresto per i primi sintomi d'inefficacia del loro sistema clientelare, ma continuarono a conservare comunque il prestigio per tutto il secolo.

## La querelle dell'infeudamento di Chieti

### I debiti di Chieti
Nel 1646 il Patriziato dovette rispondere all'infeudamento della città per debiti: il 12 ottobre il camerlengo Carlo Valignani informò che la Corte di Napoli aveva lanciato 2 giorni prima la gara di vendita. Ciò a causa di debiti di Filippo IV d'Asburgo con il re Ladislao IV di Polonia. Tale minaccia provocò una reazione feroce dei parlamentari: Giovan Berardino Valignani, il fratello Alfonso mise a disposizione della città il suo patrimonio immobiliare per eventuali questioni di liquidità, Giovanni Andrea organizzò un drappello di ambasciatori pronti a partire per Napoli.
Nel frattempo don Ferdinando Caracciolo, duca di Castel di Sangro si mostrò interessato all'acquisto, ma le sue pretese trovarono il fiero e totale rifiuto della politica di Chieti, poiché i Valignani erano riusciti stavolta, oltre a mobilitare la politica tutta contro l'infeudamento, anche la cittadinanza, risultato finale del secolare processo di unione della famiglia con l'identità stessa della città di Chieti. Il 6 aprile 1643 il camerlengo Francesco Valignani Petrucci venne a sapere che Napoli aveva fatto arrestare il barone Giovanni Battista Valignani e rinchiuso nella fortezza di Pescara, e la Corona minacciava di incarcerare altri membri del patriziato se non fossero stati pagati i debiti nello stesso giorno dell'arrivo del dispaccio. Il pagamento per la liberazione del nobile fu effettuato immediatamente: 1000 ducati prelevati dalla gabella della farina assegnata proprio a Giovanni Battista e Valerio Valignani. Il 3 luglio il bando per la vendita di Chieti fu rinnovato e venne mandata un'ambasceria a Napoli per la ritrattazione del bando stesso: vennero inviati il barone Alfonso Valignani e il dottor Lucio Camarra, giureconsulto della città. Venne scelto proprio Alfonso in quanto suocero di Landolfo d'Aquino, in passato Regio Uditore di Chieti, e diventato importante avvocato di Napoli, e così facendo, i Valignani agirono bene, recuperando il 10 febbraio 1644 i feudi di Rosciano, Cugnoli, Vacri, Filetto e San Martino, minacciati di vendita immediata.

### L'offerta del duca di Castel di Sangro
Di conseguenza di ipotizzò di concedere Pescara a Isabella d'Avalos del Vasto, nel 1645 giunse da Napoli nuovamente il dispaccio di vendita all'asta della città: il camerlengo Francesco Maria Valignani con i magistrati Orazio Lanuti e Antonio Ciamponi, si oppose duramente a Ferdinando Caracciolo che si era recato a Napoli per fare la sua offerta. Il Valignani organizzò una rione nella gabella della farina di possesso di Giovanni Battista Valignani, e propose di ricomprare Pescara in base al patto di retro-vendita, e poi i quattro castelli di Rosciano, Vacri, Filetto e San Martino per alienarli a miglior offerente. Il tentativo era di ottenere una cospicua somma dalla casa d'Avalos per controbattere l'offerta del duca Caracciolo, in modo che i Valignani ricomprassero da sé la città di Chieti. Il 25 agosto Francesco Maria informava i parlamentari di aver scritto a Napoli per aver accolto la somma di 8000 ducati, mentre emanava una nuova tassa alla cittadinanza, almeno verso i più facoltosi, per rimediare alle spese. I membri del Parlamento Giovan Battista, Giovanfelice e Valerio si dimostrarono subito disposti a pagare, anche se il quorum non fu raggiunto. Così con nuova seduta del 24 settembre, le richieste di Francesco Maria furono ascoltate e approvate: come ambasceria furono inviati il camerario stesso dei Valignani, Niccolò Valignani, Orazio Lanuti e Giovan Berardino Honofri. Tuttavia il 3 novembre era quasi stato redatto lo strumento per la compravendita di Chieti, dato che l'offerta di Ferdinando Caracciolo era risultata più appetibile: il parlamento di Chieti si appellò al re Ladislao IV di Polonia, chiedendo di rivendicarla come suo possesso, e come ambasciatori furono inviati Francesco Valignani, Giovan Vincenzo Orsini per ottenere la mediazione del Principe di Gallicano Pompeo Colonna.

### Il riscatto di Chieti dall'infeudamento
Ciò non servì a nulla poiché in dicembre arrivò la notizia della compravendita avvenuta della città da parte del duca di Castel di Sangro: i Valignani non vennero spodestati completamente, ma il camerlengo fu nominato Governatore baronale ad intermim. Francesco Valignani si oppose rimandando più volte la convocazione del Parlamento per eleggere i nuovi membri del governo, con saluto e omaggio finale al nuovo padrone. L'ostracismo palese continuò fino a primavera, e i Valignani Niccolò, Giulio e Scipione cercarono di instaurare un clima di semi-dittatura, facendosi rinominare a rotazione camerlengo della città per poi rigettarli. Nell'aprile 1647 don Ferdinando Caracciolo entrò a Chieti, trascorrendovi alcuni giorni, e convocò i membri illustri del patriziato per rassicurarli riguardo al futuro politico di Chieti. Si trattava di una mossa politica del duca, poiché nei momenti della resa pratica delle promesse annunciate, egli lamentava difficoltà varie. In questo contesto si ricorda anche l'attacco alla casa dell'avvocato Niccolò Toppi di Chieti, poiché egli aveva firmato l'atto di vendita, e ne rimase così scosso che si recò in fuga a Napoli, fino alla fine della sua vita. Così il camerlengo Valerio Valignani Petrucci elesse gli ambasciatori Giovanni Andrea Valignani e Lucio Camarra per andare a Napoli per patrocinare ancora la causa della città. La discussione del progetto di ritorno al regio demanio fu tenuta l'11 giugno nella Piazza Grande di Chieti con grande partecipazione popolare. Per il Consiglio Collaterale vennero eletti Giulio Valignani, Cristoforo Tauldino e Camillo Ramignani, che inviarono la controproposta a Napoli. Il 27 ottobre la proposta per 20.000 ducati fu accolta, e la città fu reintegrata nel demanio regio.

## Chieti nel Seicento: modifiche all'urbanistica
Nel 1515 l'Arcidiocesi Teatina di Chieti perse il dominio di Lanciano e Ortona, perché fu ricostituita l'Arcidiocesi di Lanciano-Ortona, detta anche Frentana. Chieti nel XVII secolo subì una nuova ricostruzione, quasi ex novo, dal punto di vista urbanistico; favorita dal potere ecclesiastico della Controriforma, si prodigò nella costruzione di imponenti edifici, tra cui il palazzo del Seminario diocesano, che si aggiunsero ad altre importanti opere erette principalmente il secolo prima (Torre arcivescovile, ammodernamento della Cattedrale di San Giustino). Specialmente le chiese e la Cattedrale furono ricostruite quasi da zero, con un'impostazione prettamente barocca, e furono chiamati importanti artisti dal nord e dal sud Italia: maggiormente rappresentati da Ludovico de Majo e Giovan Battista Gianni. In città nell'epoca barocca nacque anche il pittore Giovan Battista Spinelli, molto attivo nell'arte sacra sia teatina che del territorio circostante, operando fino a Ortona. Furono fondati nuovi monasteri, come la chiesa conventuale di Santa Chiara, il monastero di San Giovanni Battista dei Cappuccini e la chiesa di San Domenico, nonché la chiesa della Trinità. Inoltre le vecchie mura medievali vennero abbattute, o inglobate nei nuovi edifici, facendo sparire per sempre la città medievale teatina, lasciando solo Porta Pescara intatta.

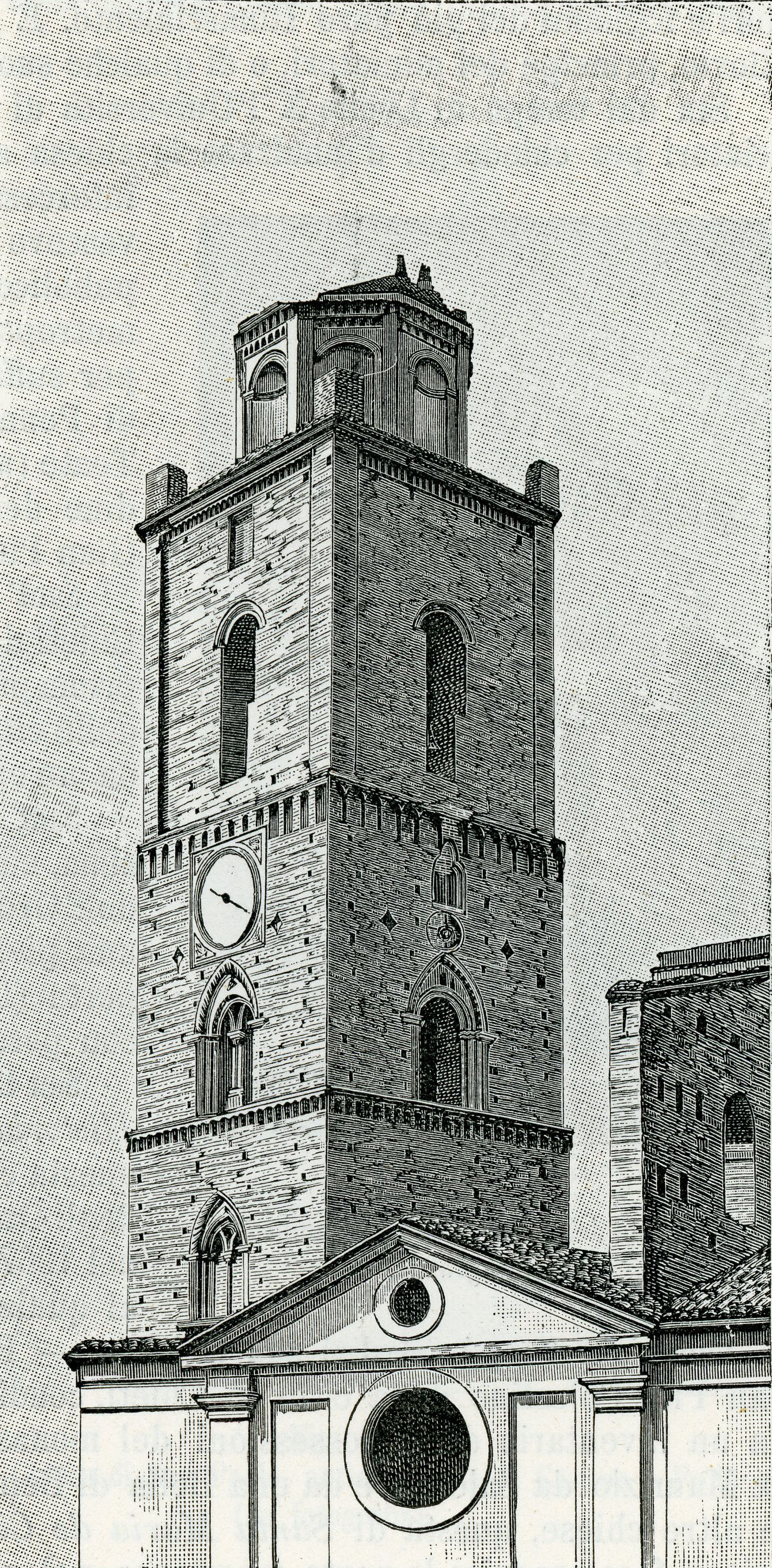
Il campanile della Cattedrale in un’incisione ottocentesca

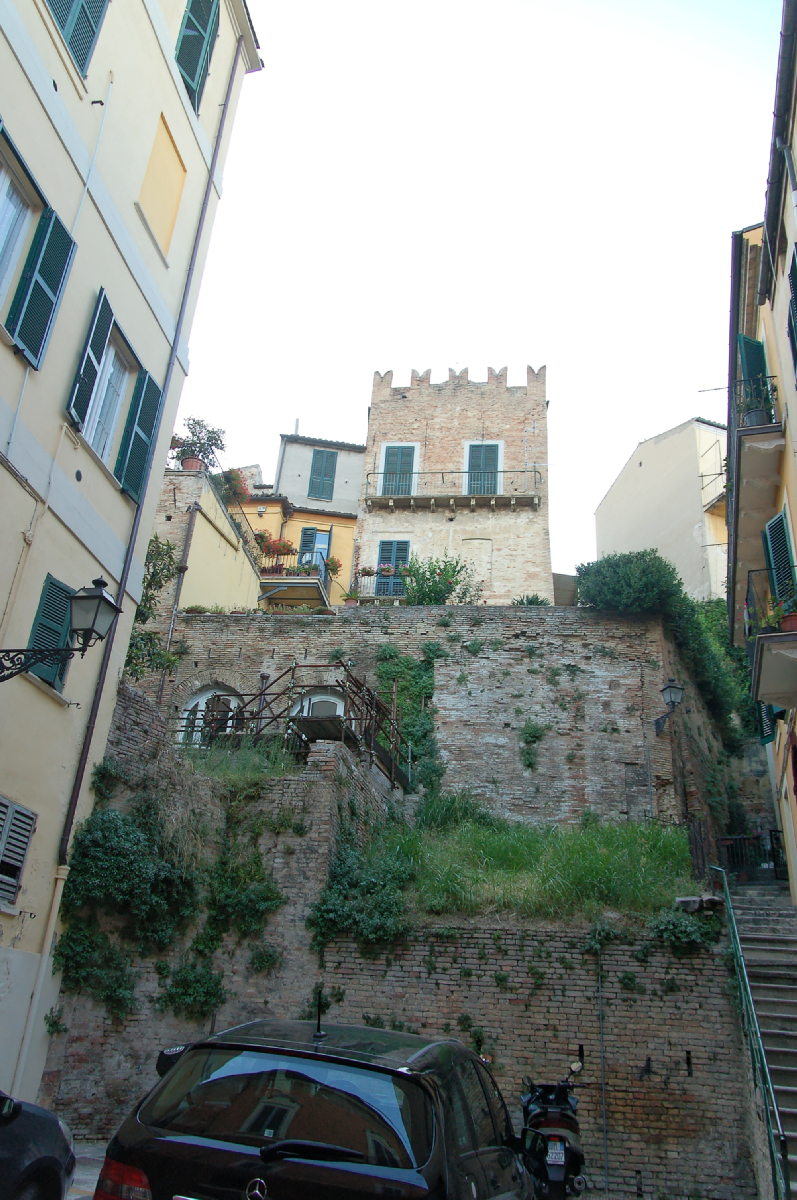
Scorcio di via De Lollis

### La peste del 1656

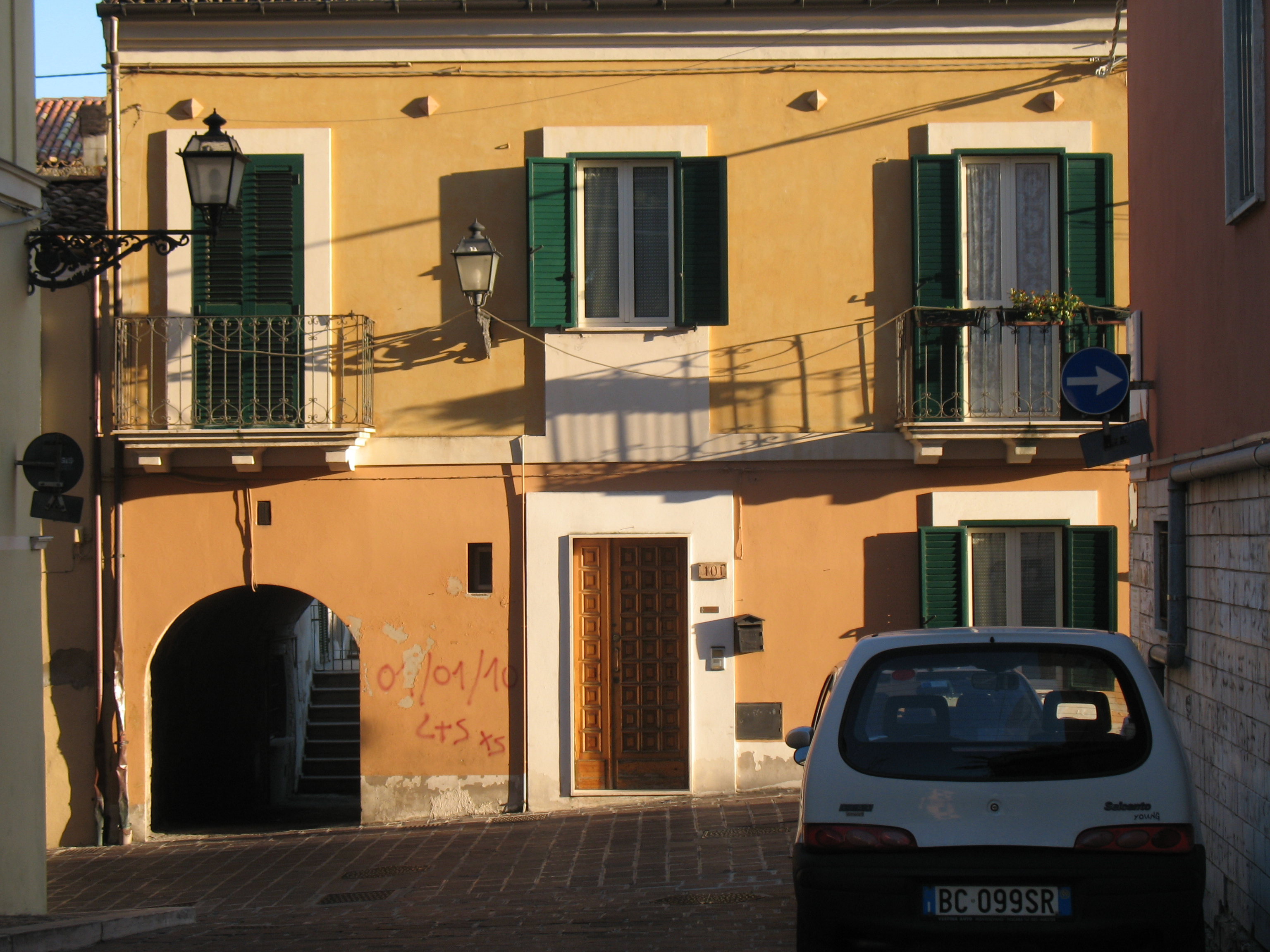
Scorcio del quartiere Civitella

Con la pestilenza che si protrasse dal 5 agosto 1656 al 31 maggio 1657 morirono circa 1200 su 12.000 abitanti. Il 4 agosto, dopo alcuni isolati focolai, scoppiò il morbo, come ricorda Nicolino. Le guarnigioni furono inviati alle porte maggiori della città, con l'ordine di sprangarle di giorno, mentre vennero istituiti dei lazzaretti per contrastare l'avanzata del flagello: uno a Palazzo Valignani adiacente alla chiesa dell'Annunziata, un altro dei Padri Cappuccini presso la chiesa di San Giovanni, mentre il resto della popolazione scappava nelle campagne. Nella delibera comunale del 3 settembre il Camerlengo don Filippo De Letto propose di ricorrere all'aiuto della Vergine, affinché intercedendo per Dio, avrebbe potuto salvare la città. Il Consiglio approvò la proposta che deliberò di dare incarico al clero della Cattedrale di cantare ogni giorno dopo la Messa e dopo il Vespro l'antifona della Concezione. L'8 settembre il Camerlengo stesso pregò la Vergine con una solenne processione, finché la peste cessò intorno al 7 settembre 1656, viglia della Concezione di Maria Vergine. In onore del prodigio, venne eretta la chiesa della Madonna della Misericordia.

### L'Arcadia e l'illuminismo teatino: la Colonia "Tegea"
Chieti visse un florido periodo culturale a partire dalla prima metà del Settecento, i cui massimi esponenti furono l'abate Ferdinando Galiani e Federico Valignani, che fondò a Chieti l'arcadica "Colonia Tegea". Galiani fu illuminista, economista e grande pensatore sulla scia del genovesismo, pioniere della scienza dell'economia, che rappresentò il profilo filosofico monetario dell'Italia pre-illuminista. Nel 1750 Gagliani ammoniva che il liberismo convenivano solo in particolari circostanze, che l'intervento dello Stato fosse necessario solo per regolare l'economia nazionale, che le protezioni doganali dovessero differire di Paese in Paese, che l'oro può svalutarsi per sovrabbondanza, che vi fosse una base sociale e naturale del valore delle cose.
il Valignani invece fu capo della colonia arcadica, e prese il soprannome di "Nivalgo Aliarteo"; essendo cresciuto a Napoli, scrisse su Chieti la Centuria in sonetti storici (1729) che parla del mito della fondazione della città fino ai fatti politici del Settecento, una sorta di poema storico-epico con citazioni letterarie greco-latine.

## Dal Settecento all'Ottocento
A Chieti un'altra persona di spicco nel campo culturale fu Romualdo De Sterlich, Marchese di Cermignano, che diffuse definitivamente il genovesismo economico sulla politica agricola-imprenditoriale, cogliendo il favore dei vari rivolgimenti politici, seguito poi da Melchiorre Delfico, Nicola Nicolini, Antonio Nolli. Sugli studi elaborati emersero Giuseppe Nicola Durini (1765-1845) e Gennaro Ravizza (1766-1836), che si occupò di erudizione e storia della città. Al clima di sviluppo intellettuale, nella seconda metà del Settecento si contrappose la crisi irreversibile della città, iniziata con l'occupazione francese del 1799.

### Militarizzazione francese (1799-1806)
Nonostante il popolo teatino avesse espresso posizioni antifrancesi, durante l'occupazione di Gioacchino Murat (1799) e successivamente di Giuseppe Bonaparte, i francesi costituirono la città in piazzaforte, trasformandola con nuove strutture amministrative. Le strutture amministrative furono ospitate sequestrando i monasteri e conventi della città, nell'ex convento dei Carmelitani, ancor prima dei Celestini, furono acquartierate le truppe, il campo divenne una piazza d'Armi; la Finanza occupò il convento dei Francescani, la guardia civica occupò il convento delle Clarisse.
Nel 1806 fu abolito il feudalesimo, e una parte dell'economia della città entrò in crisi; inoltre Chieti perse il dominio di capitale d'Abruzzo Citra, e divenne capoluogo del distretto omonimo, che vedeva ripartiti i suoi domini al livello territoriale. In seguito alla militarizzazione francese di Chieti, con conseguente occupazione dei grandi conventi, trasformati quasi tutti in caserme, emerse la figura di Giuseppe Pronio, nato a Introdacqua nel 1760. Di convinzione borbonica, venne arrestato più volte e divenne comandante dei 3 Abruzzi e Generale di Truppa Viva dei RR. Acquistato il soprannome di "Gran Diavolo", e per questo confuso col bandito Fra Diavolo, quando le truppe di Championnet scesero in Abruzzo, si arruolò nell'esercito di Ferdinando IV di Napoli per combatterli. L'8 settembre 1798 Ferdinando lanciò in battaglia l'esercito abruzzese, e il Pronio, col suo contingente, combatté il 5 gennaio 1799 sul ponte San Panfilo a Sulmona, e poi tentò di arrestare il più possibile l'avanzata verso Venafro, con scaramucce e imboscate nell'altopiano delle Cinquemiglia. Successivamente, tra febbraio e maggio dell'anno seguente, fu incaricato di combattere a Chieti, Ortona, Vasto e Pescara per ripristinare i governi borbonici, sollevando la popolazione contro gli invasori.
Occupò a sorpresa Ripa Teatina il 3 febbraio, e poi scese tra il 12 e il 15 a Lanciano, e tra il 18 e il 21 a Vasto, dove regnava l'anarchia dopo la proclamazione della "repubblica sorella". Il 2 giugno fu nominato Generale Comandante dei Tre Abruzzi. Combatté per l'ultima volta il 30 marzo 1801 presso Civitella del Tronto fino alla morte nel 1804.
Benché Pronio avesse tentato ripetutamente di stabilire l'ordine nelle città occupate dai francesi, il cui esercito doveva ripetutamente spostarsi di luogo in luogo per sedare i rissosi tumulti popolari, Chieti mantenne la sua neutralità, evitando il più possibile sollevazioni, fino al ristabilimento dell'ordine. Inoltre Chieti per la grande influenza della diocesi, nel 1811 riuscì a far in modo che le leggi napoleoniche non intaccassero le principali parrocchie, mantenendo il suo potere su tutta la provincia, anzi approfittando della situazione di incertezza per sopprimere definitivamente la prepositura di Atessa, una sorta di piccolo nucleo indipendente dalla diocesi di Chieti, e annettendo anche il territorio di Vasto, dove si contendevano il dominio le collegiate di Santa Maria Maggiore e San Pietro, soppresse ambedue da Giuseppe Bonaparte nel 1808, e dunque annesse a Chieti immediatamente dopo che fu creata la cattedrale di San Giuseppe (in onore di Giuseppe Bonaparte) presso l'ex convento di Sant'Agostino.

### Fatti del Risorgimento (1820-1861)
Riguardo alla Carboneria che si formò in Italia dopo l'immediata restaurazione borbonica, anche Chieti ebbe la sua cellula comandata da Pietro Giuseppe Briot. Nato nel 1771 da famiglia agiata, Briot si lasciò coinvolgere dalla rivoluzione francese del 1789, fu spettatore a Parigi del colpo di Stato giacobino, studiò i classici illuministi di Montesquieu e Rousseau. Nel 1806,l con l'occupazione napoleonica del regno di Napoli, a Briot venne dato l'incarico di amministrare la provincia teatina dell'Abruzzo Citeriore. A Chieti strinse legami con il fiore della cultura locale, e nel trasferire le leggi del nuovo regime, Briot trovò l'ostilità del decurionato civico per la fondazione di un giornale giudicato troppo liberale. Inoltre fondò una loggia massonica, i cui ideali vennero ripresi in Calabria e poi in tutto il regno. Oltre ad aver fondato la carboneria teatina, Briot tentò di migliorare le condizioni pubbliche con l'istituzione di scuole civili, opere di carità lavori vari.
Dopo i fatti del 1821, a Chieti si tornò nella tranquillità, con la continuazione dell'opera di storiografia e filologia, come dimostra la fondazione del giornale "Filologia abruzzese" poi "Giornale abruzzese di Lettere, Scienze e Arti" (1838) di Pasquale de Virgiliis, a cui parteciparono Clemente de Caesaris, Giuseppe Devincenzi, Pasqual Maria Liberatore, Angelo Camillo De Meis, Melchiorre Delfico, Gian Vincenzo Pellicciotti, Silvio e Bertrando Spaventa. Dal punto di vista risorgimentale, a Chieti passarono alcuni patrioti che nei periodici appoggiavano la causa unificatrice, come Carlo Madonna di Lanciano, Cesare De Horatiis di Furci e Gian Vincenzo Pellicciotti di Gessopalena.

### I patrioti di Chieti
Durante il Risorgimento (1860), dal punto di vista politico, Raffaele Mezzanotte appoggiò la causa sabauda, divenendo una figura di spicco nella battaglia per l'indipendenza italiana. Anche Federico Salomone ebbe il suo ruolo, e si arruolò nel 1860 tra le Camicie rosse garibaldine. Altri liberali favorevoli al progetto unitario erano i baroni Tabassi, i fratelli Auriti, Filiberto De Laurentiis, Decoroso Sigismondi, Raffaele Olivieri e Raffaele De Novellis. Tuttavia molti teatini si unirono anche al fronte di opposizione all'invasione sabauda. Da una parte gli intellettuali borghesi salutavano festosamente il realizzarsi della causa unificatrice, mentre da parte della storica nobiltà c'era avversione profonda alla nuova dinastia e un legame tenace con la Casa Borbone. Il 18 ottobre 1860 il re Vittorio Emanuele II passò a Chieti in visita per il Regno, per incontrare a Teano Giuseppe Garibaldi. Vittorio Emanuele si fermò prima a Giulianova, poi a Castellammare Adriatico (parte della futura Pescara), per poi raggiungere Chieti. Lì incontrò i liberali Giovanni e Giuseppe De Sanctis, nipoti di monsignor Domenico Ricciardone vescovo di Penne. La signora Dorinda De Sanctis dal suo palazzo sventolò il tricolore. La cittadinanza accolse festosamente il re a cavallo, tappezzando i muri con le poesie del Pellicciotti, Vittorio Emanuele fu ricevuto al Palazzo d'Intendenza e dormì a Palazzo de' Mayo. Il giorno dopo scese verso Sulmona percorrendo a piedi via Colonnetta, per ripartire dalla zona di Chieti Scalo.

### Visita di Vittorio Emanuele a Chieti
In un articolo di Francesco Verlengia si parla dell'arrivo a Chieti, il 14 ottobre 1860 del generale Enrico Cialdini, arrivato dal Tronto, passando per la fortezza di Pescara. Cialdini preparava la strada a Vittorio Emanuele II per la visita a Napoli, onde evitare disordini e tumulti nelle città. Chieti fu raggiunta da Porta Sant'Anna, Cialdini alloggiò nel palazzo provinciale, e poi passò dalla via di Guardiagrele e della Maiella orientale, per Castel di Sangro per arrivare alla capitale partenopea.
Vittorio Emanuele giunse a Chieti il 18 ottobre, seguendo lo stesso percorso di Cialdini, risalendo a Porta Sant'Anna (piazza Garibaldi) dalla fortezza di Pescara, seguì via Arniense fino alla piazza Duomo, dove fu accolto dall'arcivescovo Monsignor De Marinis, avendo fatto omaggio alla città dentro la cattedrale. La piazza verrà intitolata a Vittorio Emanuele e poi, dal giugno 2010, al patrono San Giustino.
Da quel giorno il re, come Cialdini, prese la strada della Maiella orientale, per raggiungere Napoli. Chieti nell'immediato dopo Unità, fu descritta in alcune lettere dal canonico don Giovanni Verità, lettere in cui traspare un segno di gloria e decadenza dell'antica città.

### Unificazione e brigantaggio nella provincia
Nel 1861 a Chieti fu inaugurato il primo liceo classico abruzzese presso il monastero di San Domenico: il Real Liceo "Giambattista Vico". Presso piazza Garibaldi fu costruita una nuova caserma per l'artiglieria dei carabinieri, la caserma "Vittorio Emanuele", successivamente intitolata a Francesco Spinucci.

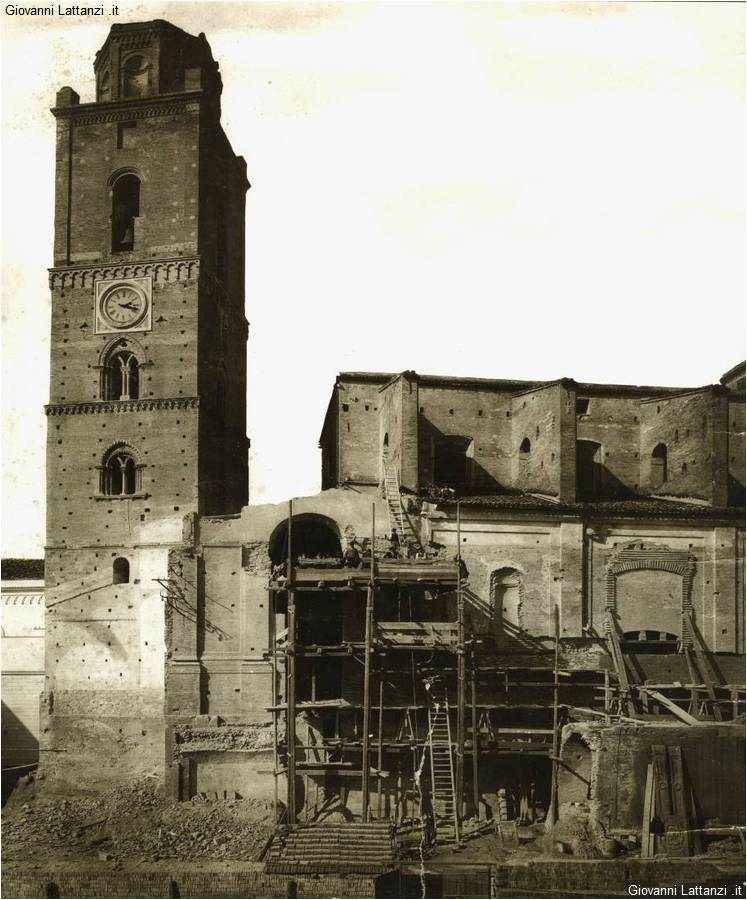
Lavori di ricostruzione dell'esterno della Cattedrale

L'attività dell'erudizione continuò con i fratelli Spaventa, Camillo Masci, Angelo De Meis, Pietro Saraceni, mentre anche la città fu toccata nell'immediato dopo Unità dal fenomeno del brigantaggio. Presso Porta Reale (o Porta 'Mbisa) venivano eseguite le esecuzioni capitali. Nel 1869 alcuni briganti della "banda della Maiella" vennero decapitati in modo tradizionale, successivamente fu approvato l'uso della più moderna ghigliottina. L'erudizione continuò con esponenti di grande pregio al livello nazionale, come Gabriele D'Annunzio, che fece la conoscenza di Edoardo Scarfoglio, Costantino Barbella, Giuseppe Mezzanotte e Cesare De Lollis.
Dal punto di vista amministrativo, Chieti perse ulteriormente molti centri del distretto, come Forcabobolina, ribattezzata in San Giovanni Teatino, Casalincontrada, Ripa Teatina, Torrevecchia Teatina e Villamagna. Il distretto francese fu abolito nel 1861, e Chieti fece capo di un circondario, perché non ancora capoluogo di provincia. Gli altri circondari erano Bucchianico, Francavilla al Mare, Pescara (separata dal comune di Castellammare Adriatico dal 1807, legato al distretto di Teramo), Caramanico Terme, Guardiagrele, Manoppello e Miglianico.

## Urbanistica della città nell'Ottocento

### Problematiche sociali durante il Risorgimento

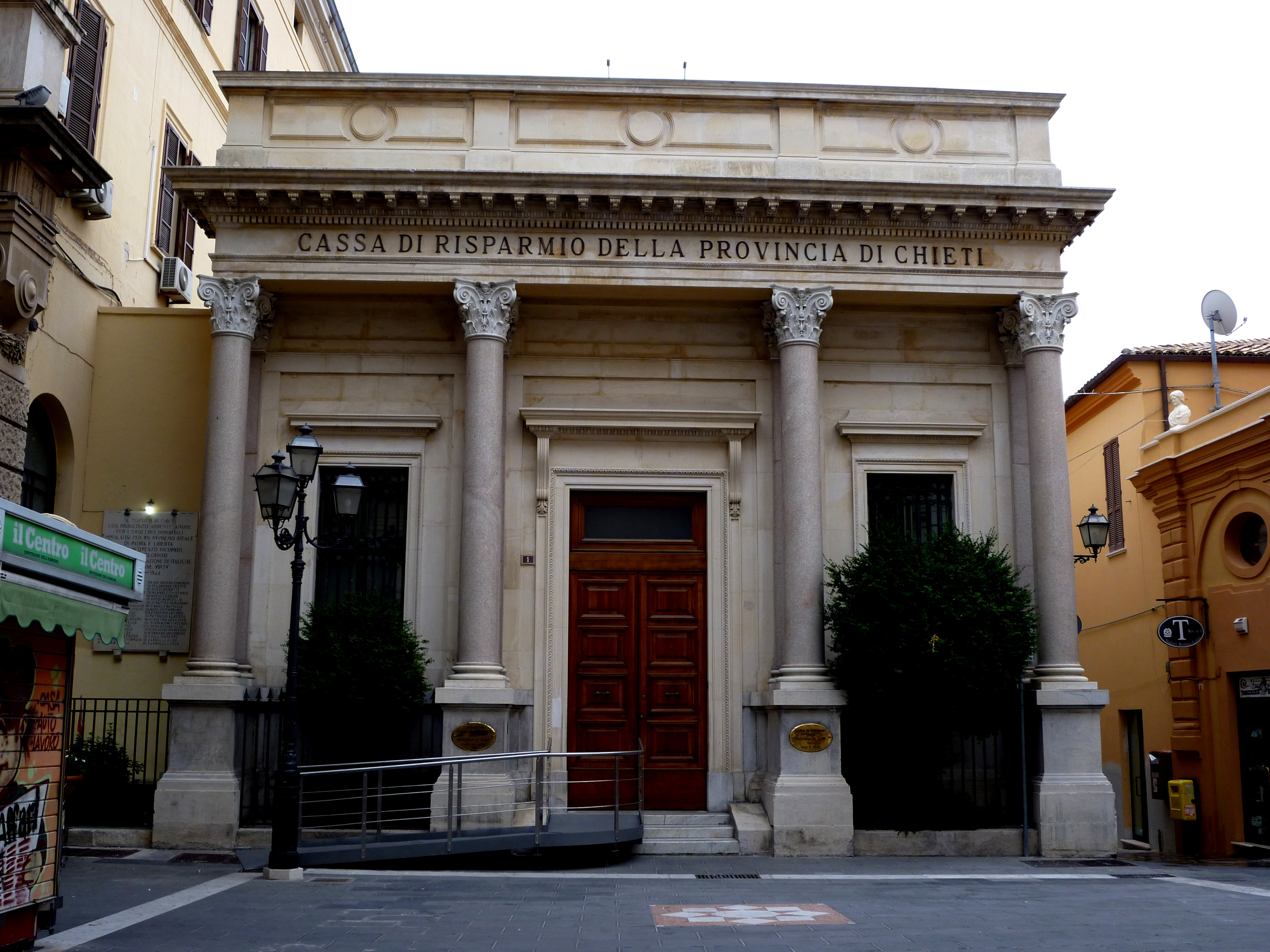
Sede storica della Cassa di risparmio

Nell'immediato periodo postunitario ci fu l'approvazione del piano regolatore anche a Chieti, per il risanamento della città e la costruzione di moderne opere pubbliche.
Nel 1861 durante il Risorgimento si ricorda un fatto: per un incidente in cui venne coinvolto l'agostiniano frate Benedetto da Atessa il convento dei Cappuccini rischiò la chiusura, perché i frati erano sospettati di fabbricare cartucce per fagocitare rivolte filoborboniche. La diocesi di Chieti sin dai primi dell'800 si era trovata in uno stato di stagnazione. Il sentimento d'incertezza delle istituzioni religiose mostrò la sua fellonia verso i Borboni, al momento dell'arrivo di Vittorio Emanuele da Porta Sant'Anna, accogliendolo a braccia aperte dentro la Cattedrale di San Giustino. Saverio Bassi arcivescovo dopo l'occupazione dell'ex convento dei Gesuiti dei Martinetti Bianchi, aveva sconsacrato la chiesa di Sant'Ignazio su Largo del Pozzo, tanto che la diocesi concesse la chiesa alla demanialità perché nel 1813-18 fosse costruito il nuovo teatro pubblico "San Ferdinando", poi Marrucino. Nelle descrizioni di Gian Vincenzo Pellicciotti, nonostante l'istituzione di nuovi enti ed il ritorno dei Padri Scolopi a Chieti alla direzione del Real Collegio Brobonico dei "Tre Abruzzi" (presso l'attuale chiesa di San Domenico), poi "Convitto Nazionale" nel 1861, la situazione igienico sanitaria di Chieti restava disastrosa. Le famiglie più povere vivevano in seminterrati senza acqua né luce, in vicoli stretti senza il passaggio dell'aria (piazzale Vico, via dello Zingaro, via dei Tintori, via Porta Pescara).
Pelliccioti sosteneva che il problema igienico e non solo a Chieti dopo l'Unità fosse dovuto all'incapacità amministrativa dei nuovi politici, degli specialisti, dei medici e dei tecnici, testimoni di scienze inadeguate per una società moderna, e del tutto obsolete.
Il problema dell'igiene si presentò nel 1867 con una relazione dell'avvocato Giletti, e in altre relazioni del 1870-71, nelle quali si deliberava la pulizia delle strade, la costruzione di nuovi sepolcri con il divieto di continuare a seppellire i morti dentro le chiese.

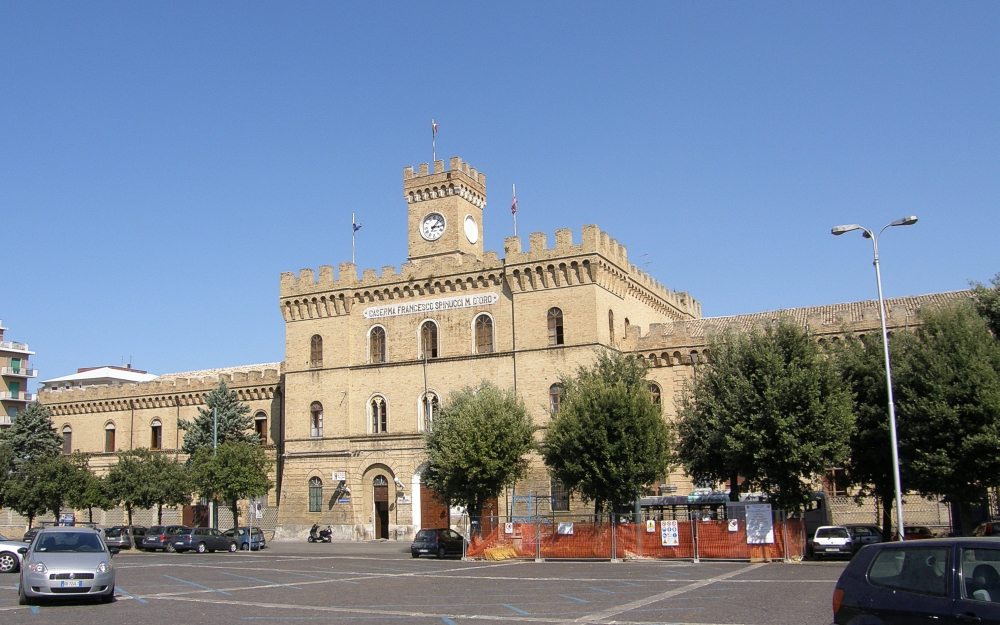
La caserma Spinucci

### Il problema dell'acquedotto
Dal 1818 con 18.782 persone, Chieti raggiunse nel 1881 le 22.248 unità divenendo la seconda città d'Abruzzo dopo L'Aquila, con evidente problema di sovraffollamento della città, rischiando focolai di epidemie. Il medico locale G. Zucconi descrisse le condizioni di assoluta miseria di una gran parte del popolo, costretta a vivere nelle case e nei sotterranei delle cisterne romane, costretti ad usare sia l'acqua delle latrine che delle cucine per mangiare, vivendo in un clima insalubre ed umido, con il rischio di epidemie di tifo e colera. L'architetto Mammarella condivise un progetto inglese di creazione dei quartieri popolari suburbani, ispirandosi anche ai nuovi quartieri che si stavano realizzando a Roma. Altre opere furono i rimboschimenti delle zone vallive, ormai putride e acquitrinose per evitare epidemie, la creazione di un sistema fognario adeguato per lo scarico delle acque. Nel 1877 vennero iniziati i lavori del grande acquedotto per convogliare le acque della Maiella in città, completato nel 1900. Dal 1877 Chieti iniziò a cambiare drasticamente l'antico volto del centro storico per una serie di efferate demolizioni che si protrassero fino agli anni Trenta del Novecento.

### Primo piano regolatore di Chieti
Nel 1880 fu varato il "piano De Fabritiis-Antonucci" ossia il primo piano regolatore della città, con primo obiettivo la modifica dell corso Galiani, come si chiamava prima della nuova intitolazione. Fino al 1887 si chiamava "strada del Corso" o anche "strada Grande", via molto stretta che univa i tre colli, iniziante da Largo del Pozzo (oggi Piazza Valignani) dove si trovava una cisterna romana e terminava in Largo della Trinità (oggi Piazza Trento e Trieste), passando per il piccolo piazzale degli Scolopi (piazzale Vico). Già dal 1863 s'erano presentante idee di allargamento della via, mentre le prime approvazioni e presentazioni di progetti s'ebbero solo nel 1873. Il piano previde l'allargamento consistente del corso con demolizioni e arretramenti di palazzi, al fine di dare maggiore maestosità per la città del nuovo regno. Tra i palazzi nuovi realizzati: il Collegio San Camillo de Lellis con ospedale delle orfane, Palazzo Croce, Palazzo Henrici, Palazzo De Felice, Palazzo Ciavolich; il corso permise il collegamento della Civitella con il rione di San Giustino o Colle Gallo, e successivamente, mediante via Arniense al quadrivio, con la Terranova (Piano Sant'Angelo) e Santa Maria o Porta Pescara.
Già nel 1863 l'amministrazione aveva infatti deliberato la demolizione di alcune case popolari per permettere il collegamento più agevole e diretto di Largo del Pozzo con il Mercatello (piazza Malta) e la Trinità, e il collegamento diretto della chiesa di San Francesco al Corso con la Piazza San Giustino (allora dedicata a Vittorio Emanuele) mediante via del Popolo (oggi via Chiarini), dato che c'era un rialzo notevole del terreno che impediva il 
collegamento diretto tra le due chiese, e imponeva un tortuoso diverticolo da piazza del Pozzo, passando per via degli Orefici (via Pollione), o via Germanese, sino alla piazza del Duomo.

### Secondo e terzo piano regolatore di Chieti
Il piano regolatore vide delle modifiche degli ingegneri Antonucci e De Fabritiis, che previdero l'apertura di altre vie di collegamento dalla Civitella al quartiere San Paolo e da Piano Sant'Angelo a Porta Sant'Anna; in pratica il nuovo corso di Chieti avrebbe dovuto attraversare, per maggiori collegamenti tra di essi, quasi tutti i quartieri antichi; tuttavia questa operazione fu giudicata troppo dispendiosa, anche perché il corso stesso non sarebbe stata una classica "vasca - struscio", ma avrebbe assunto varie curve e deviazioni. In questi anni venne inaugurata la villa comunale, detta Villa Frigerj, grazie alla concessione del barone Frigerj di un vasto appezzamento di terra precedente Porta Sant'Andrea (dal nome del prato dell'ex convento degli Zoccolanti, trasformato in ospedale militare), mentre la città si andò espandendo verso contrada Santa Maria Calvona, la via di Sant'Anna e presso il Tricalle. Il piano Pomilio del 1880, quello definitivo, vide la costruzione di Piazza Garibaldi fuori Porta Sant'Anna, con la relativa caserma in stile neogotico sopra il vecchio Stallone (casina che era usata per l'alloggiamento delle truppe), e l'allargamento della strada fino al Tricalle, terreno fertile per la costruzione di nuovi alloggiamenti popolari. La caserma "Vittorio Emanuele" (poi dedicata al Tenente Francesco Spinucci) fu inaugurata nel 1888, la piazza Garibaldi divenne anche area del mercato, fu creata la strada Boreale (oggi viale Alessandro Valignani) che conduceva fino al borghetto Sant'Anna, dal nome della chiesa, dove sarebbe sorto il nuovo cimitero monumentale. Nel 1893 Chieti fu dotata dell'illuminazione pubblica, di una grande fontana a vasca in Piazza Vittorio Emanuele, poi trasferita nella villa comunale. Nel 1894 la penultima porta rimanente a Chieti, la "porta dei Tre Occhi" o Porta Zunica veniva abbattuta per consentire un migliore accesso al piazzale.

## Periodo postunitario

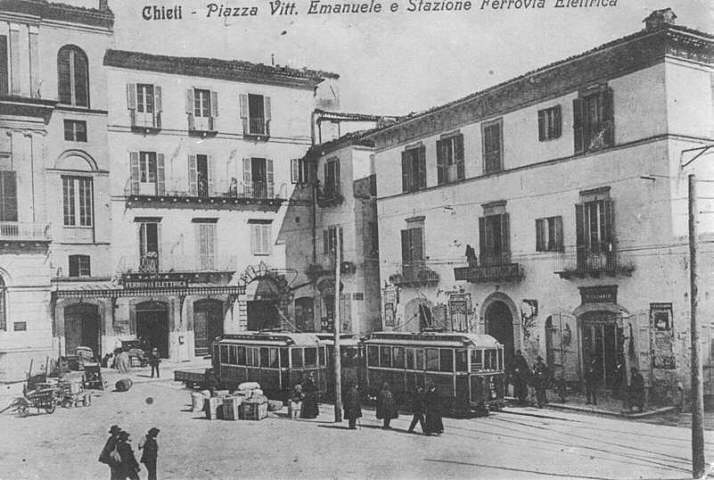
L'ex stazione ferroviaria della ferrovia di Chieti in piazza San Giustino

Tra il 1873 e il 1888 venne realizzata la linea ferroviaria Roma-Sulmona-Pescara, con una stazione a Chieti Scalo, quartiere in precedenza noto con i nomi dei vari rioni di Villa Mezzanotte, Santa Filomena, Le Piane e San Martino. L'arrivo della ferrovia diede l'impulso al coagularsi di questi piccoli agglomerati in un unico centro costituitosi intorno alla stazione.
Vi furono però polemiche per il mancato passaggio di una linea ferroviaria a Chieti alta, a cui fu data risposta con la costruzione nel 1905 della ferrovia Chieti città-Chieti stazione. Il passaggio della linea ferroviaria necessitò però di demolizioni anche importanti, come quella dei cosiddetti "Tre Archi", l'accesso risalente al XVIII secolo alla città dall'attuale via Asinio Herio, reminiscenza della storica porta Zunica. La porta si trovava tra antiche case, demolite negli anni del regime fascista per realizzare Palazzo Mezzanotte e Palazzo del Tribunale.

### La crescita di Pescara
Al momento della costruzione della ferrovia Adriatica, i cui cantieri si avviarono già dai primi anni 1860, la politica locale premette per far transitare la linea ferroviaria nella Val Pescara, in modo da raggiungere Chieti, per poi percorrere nuovamente la valle nella direzione opposta per ritornare sulla costa formando una sorta di U. Il progetto finale tuttavia preferì l'attraversamento di Pescara senza deviazioni verso l'entroterra, con due stazioni nei due comuni in cui era divisa al tempo la città adriatica, lasciando Chieti servita solamente dalla linea per Sulmona (successivamente prolungata fino a Roma).
Nel 1908 vi fu una prima proposta, da parte del senatore Camillo Mezzanotte, per la fusione delle due cittadine di Castellammare Adriatico e Pescara in un unico comune soggetto alla provincia di Chieti; tuttavia la proposta non trovò consenso e rimase inattuata, rimandando l'unione dei due comuni (che sarà però accompagnata dalla creazione della nuova provincia pescarese) nel 1927.

### Le nuove istituzioni scolastiche di Chieti
Fu istituzionalizzato il Regio Convitto dei Padri Scolpi del convento di Sant'Anna, attuale San Domenico Nuovo (1861), per studi classici e scientifici, nel 1865 fu istituito il Regio Istituto Tecnico per Geometri "Ferdinando Galiani" presso la casina Frigerj, dal 1952 spostato in altra sede, nel 1870 ca. veniva realizzata nel quartiere Sacro Cuore la nuova Scuola d'Arte Tecnica Applicata "Luigi di Savoia".
Nel 1884 fu costituito il Regio liceo scientifico, distaccatosi dal Convitto nazionale di Chieti, che negli anni '20 troverà la sede nella struttura posta tra via Nicolino e piazza Santa Maria dei Celestini.
Dall'inchiesta Jacini nel sud Italia si rilevò che a Chieti l'economia principale di sostentamento era formata dall'agricoltura e dalla pastorizia, ma i sistemi agricoli, rispetto alle città del Nord, erano assai arretrati. D'altro canto si sviluppò una timida politica economico-imprenditoriale favorita dalla neonata Cassa di Risparmio della provincia di Chieti, con la costruzione di fabbricati per l'industria tessile, la fabbrica di liquore "Corfinio", inventato da Pasquale Barattucci. Nel campo scolastico, oltre all'istituzione maggiore del Convitto dei Padri Scolopi, specializzato in studi scientifici e classici, nel 1866 fu inaugurato l'Istituto Tecnico Commerciale "Luigi di Savoia", fuori Porta Sant'Anna, sostenuto dalla Camera di Commercio (verrà ampliato nell'era fascista con la facciata su via Caetani d'Aragona), l'asilo con scuola elementare (poi l'asilo Principessa di Piemonte) e la Società di Mutuo Soccorso occuparono nel 1867 l'ex convento dei Cappuccini di San Giovanni, presso il Circolo dei Nobili (Palazzo De Sanctis-Ricciardone) usato dai filoborbonici venne inaugurata la Casa di Conversazione per convegni culturali. Presso il quartiere Porta Santa Maria, l'ex convento delle Crocelle sino agli anni 50 fu uno dei principali ospedali di Chieti, detto "ospedaletto", prima della costruzione del nuovo presidio "SS. Annunziata" in viale Alessandro Valignani.
A Chieti e provincia, durante le riforme dei ministeri Zanardelli e Giolitti (1896-1907) ci saranno tumulti, sintomo di sfiducia popolare verso le classi politiche liberali. Di conseguenza la città di Chieti piombò in un atteggiamento ultraconservatore e nostalgico verso i Borbone, che non cambierà più anche nel corso del secolo successivo, mantenendo sempre atteggiamenti ostili e critici nei confronti del cambiamento e della novità. Il magma di risentimenti verso le politiche nazionali creò un atteggiamento conservatore-clericale, legato fedelmente all'infallibilità della Chiesa, facente appoggio in un chiuso clericalismo di facciata, legato alle riunioni antinazionali dell'Arciconfraternita del Monte dei Morti.

## Il Novecento

### La politica a Chieti nel Novecento

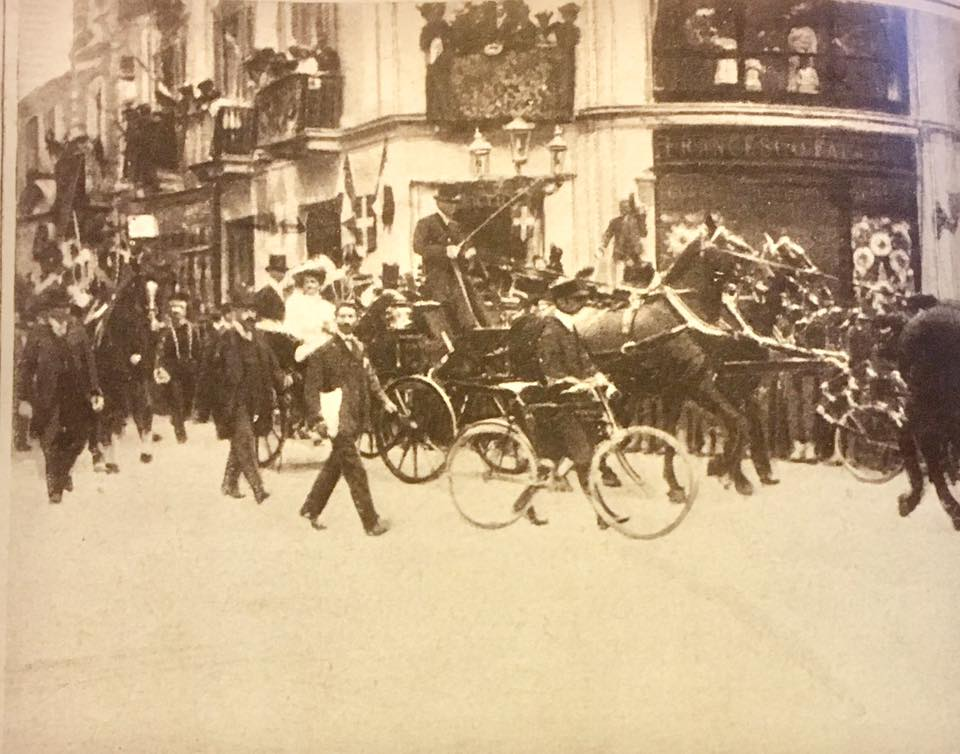
Visita del re Vittorio Emanuele III a Chieti nel 1905

Nei primi del '900, con un equilibrio di pacificazione tra Stato e Chiesa, prima dei patti lateranensi, a Chieti si istituì un seminario diocesano regionale presso villa Nolli (1913), consacrato a Pio X. Nell'ambito politico, dopo i Valignani, a Chieti presero potere i Mezzanotte, che eressero il loro palazzo di rappresentanza su Piazza San Giustino. Il dualismo politico Mezzanotte-Zecca prevedeva una parte volta al trasformismo depretisiano, mentre l'altra di matrice populista. Della famiglia il più influente fu Camillo Mezzanotte, senatore dei governi Pelloux-Zanardelli.
Nel 1905 venne aperta la ferrovia Chieti città-Chieti stazione, in occasione della Mostra d'Arte Abruzzese curata da Pietro Piccirilli, Antonio De Nino, Vincenzo Balzano e altri, a Chieti venne in visits anche Vittorio Emanuele III, e il pittore pescarese basilio Cascella realizzò per l'occasione delle cartoline litografate mentre dal punto di vista urbanistico, nel 1914, venne abbattuta la chiesa di San Domenico e la parziale demolizione dell'ex convento in piazza Umberto I, già sede prefettizia, al fine di ricostruire i tre complessi di rappresentanza della Banca d'Italia, della prefettura e della cassa di risparmio, a causa di un cedimento del pilastro della cisterna romana sotto piazza Valignani, che compromise la storica struttura del palazzo dei Valignani; per l'occasione si procedette anche a demolire la chiesa di San Domenico sul corso per realizzarci sopra il palazzo della Provincia, completando così dei progetti di riqualificazione e "normalizzazione" del Corso già presentati dopo l'Unità d'Italia 6.

## La Grande Guerra

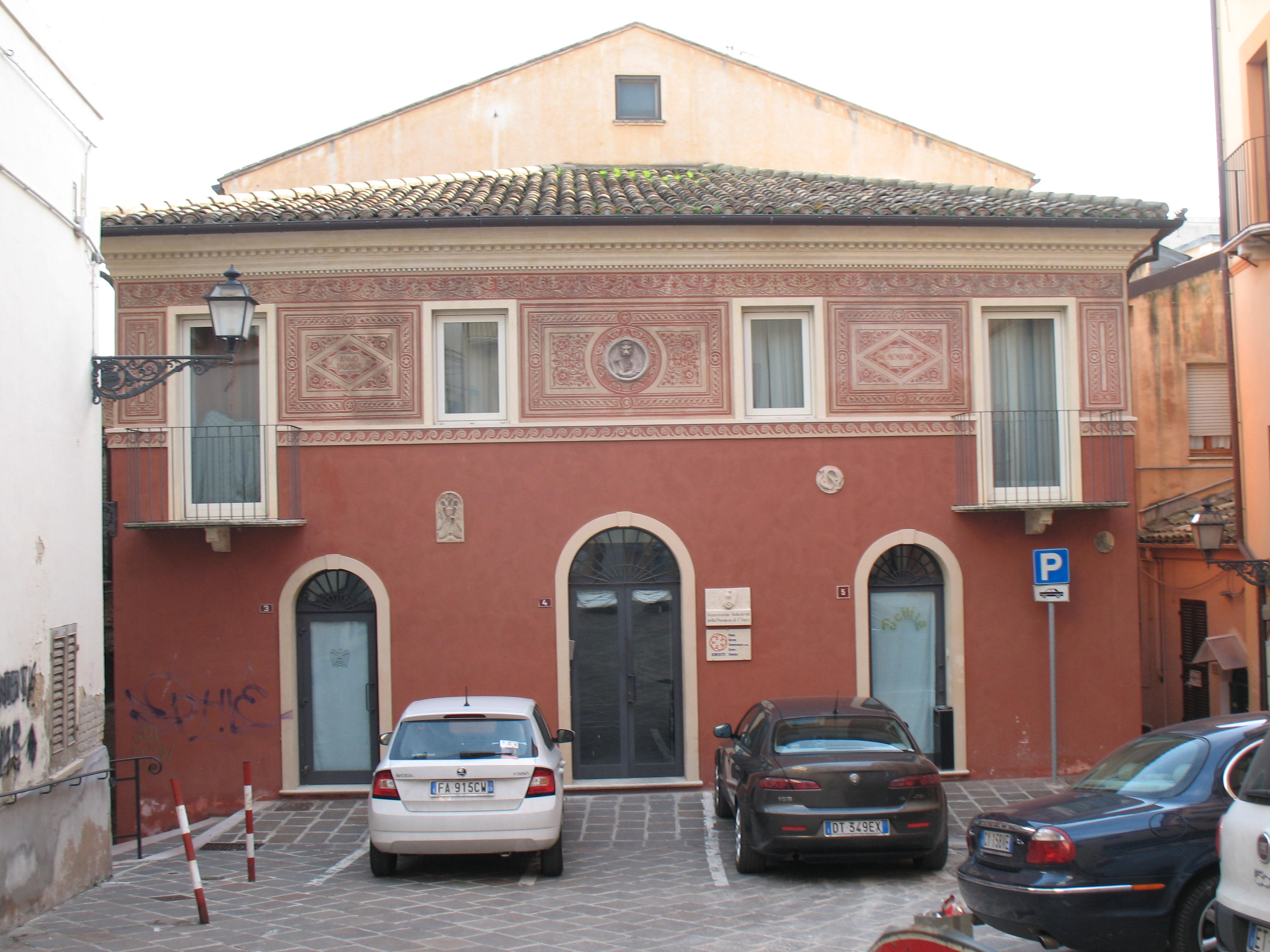
Palazzo dei veneziani

Quando l'Italia nella prima guerra mondiale entrò a combattere contro l'Austria (1915) in cambio di ottenere territori nell'Adriatico, Venezia entrò in allarme perché con la rottura del patto della triplice intesa, e la pianificazione degli attacchi, la città si sarebbe trovata direttamente in mezzo al fronte di guerra. Gli austriaci con i loro bombardamenti si accanirono particolarmente sulla città lagunare, e dopo la disfatta di Caporetto, le amministrazioni venete provvidero a trasportare le opere d'arte di maggior pregio nelle città di Chieti e Firenze, che si erano offerte. A Chieti toccò di ospitare il patrimonio comunale, mentre i documenti della Biblioteca Marciana andarono a Firenze, inoltre Chieti ospitò 13.000 profughi, dei quali 4.000 veneziani. A guerra terminata, i veneziani riconoscenti, donarono a Chieti una copia in bassorilievo del leone alato di San Marco, riproducente l'opera sul portale della chiesa dei Santi Quaranta a Treviso, Tale leone si trova oggi a sinistra dell'ingresso che conduce all'atrio di Palazzo d'Achille. I veneziani lasciarono, al ritorno, una cassa con delle divise calcistiche neroverdi in omaggio all'ospitalità. Probabilmente da questo avvenimento la squadra di calcio porta ancora oggi i due colori nero e verde.
Le opere donate dai veneziani, tra le quali la copia del Leone di San Marco si trovano esposte sulla facciata del Palazzo Feneziani in larghetto Teatro vecchio, spiazzo così chiamato dacché nel XVIII secolo il palazzo fu usato come primo teatro pubblico di Chieti. A ricordo delle vittime militari teatine della guerra, nel 1922 è stato realizzato presso la villa comunale il Monumento ai caduti, uno dei più interessanti e originali della Regione Abruzzo in tema di commemorazione di caduti.

## Il disastro ferroviario del 1922
In quell'anno, la sera del 30 agosto, a Guardiagrele si esibì la banda di Silvi. Un brano risultò molto gradito ai guardiesi, ossia La forza del destino di Giuseppe Verdi, per cui chiesero un bis, benché la tabella di marcia della banda prevedesse un nuovo concerto a Civitaquana. Gli orchestranti a capo del maestro Giuseppe Palmisano ripeterono altre volte i vari pezzi. Durante il tragitto di trasferimento da Guardiagrele a Civitaquana, il mezzo su cui viaggiavano i 43 membri del complesso fu investito all’altezza di Chieti Scalo dal treno Pescara-Roma presso un passaggio a livello incustodito. 
L'impatto fu devastante e morirono 11 bandisti incluso il maestro. I funerali si svolsero a Chieti, procedendo dall'ospedale civile presso Piazza Garibaldi, percorrendo in salita via Arniense e imboccando il corso Marrucino fino ad arrivare alla chiesa della Trinità.

## Era fascista

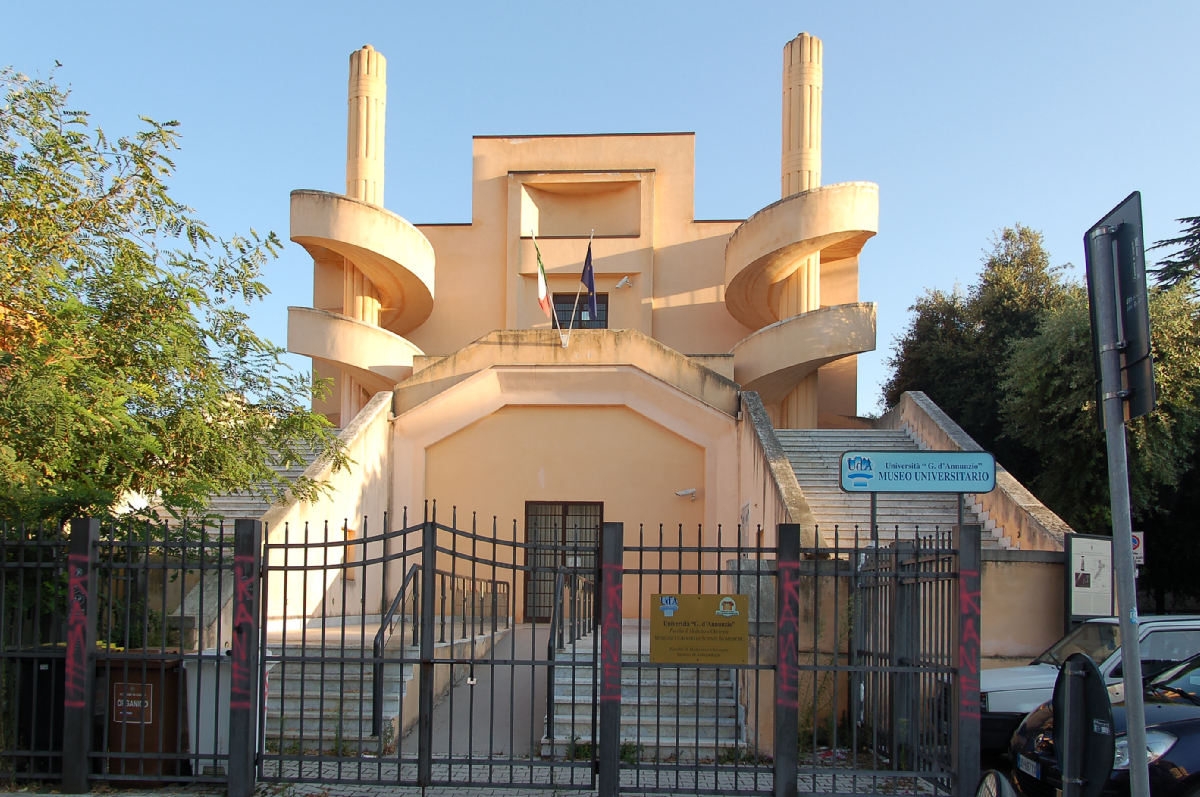
Palazzo OND, sede del museo universitario di Scienze

Il fascismo entrò in Abruzzo, specialmente a Chieti in maniera prepotente e aggressiva, poiché dal dopo Unità il sistema governativo liberale tradizionalista, che contava un vasto appoggio della Chiesa, si era fatto molto forte, ed era completamente contrario ai nuovi ideali. Il socialismo teatino era rappresentato da Antonio Jatosti e Filippo Carusi, mentre i fasci da combattimento si erano sviluppati già dal 1919 nel gruppo "Il Combattente d'Abruzzo"; tuttavia con le elezioni del 1922 e i successivi governi, il fascismo abruzzese presentava varie connotazioni e sfumature: chi mostrava il tipico perbenismo altoborghese come Tito Acerbo nella zona pescarese, chi nazionalista e combattente come Raffaele Paolucci, mentre a Chieti ci fu Guido Cristini console della Milizia, che attuò una politica severissima contro gli oppositori del regime. Venne fondato il giornale "Lo Svegliarino" per diffondere l'ideologia al popolo. Sebbene in un primo momento Chieti sembrò essere una delle città più fedeli a Benito Mussolini, poiché venne scelta perfino per la questione del processo Matteotti nel 1926, dagli anni '30 in poi la politica sprofondò in un clima mite di assoluta prudenza e appiattimenti nei confronti della Chiesa, dapprima fortemente osteggiata.
Esemplare fu la figura di Vincenzo Canci che fondò "L'Abruzzo giovanile", giornale antifascista.

### Il processo Matteotti e "Chieti città della camomilla"
In seguito all'increscioso fatto del delitto di Giacomo Matteotti nel 1924, Mussolini per la celebrazione del processo valutò le opzioni di L'Aquila e Chieti, scegliendo quest'ultima. Il processo è stato definito una "farsa" non tanto per le condanne degli esecutori, quanto per il fatto che lo stesso procedimento giudiziario non evidenziò la responsabilità penale di Benito Mussolini, quale mandante dell'uccisione di Matteotti, poiché l'aspettativa stessa della popolazione teatina era che dagli atti del processo uscisse fuori il nome del Duce.
La città fu scelta per le pressioni del governo fascista sul territorio da optare, al fine di minimizzare la condanna ed evitare di risalire ai mandanti. Come da stessa ammissione di Matteo Matteotti, figlio di Giacomo, l'omicidio del socialista fu un delitto affaristico per le questioni petrolifere in Libia piuttosto che un delitto politico. Chieti venne descritta nel 1925 in modo indecoroso come città che non aveva il coraggio di indignarsi di fronte a tale delitto; il giornalista de Il resto del Carlino Alberto Maria Perbellini la descrisse: "città della camomilla", e dopo lo svolgimento del processo nel resto dell'Italia Chieti fu intravista come luogo ideale per manipolare i processi. Nei giorni del processo la città fu messa in stato d'assedio, ovunque c'erano uomini armati in divisa, agenti di polizia, militari dell'esercito che piantonavano gli accusati giorno e notte nel Palazzo di Giustizia e nel carcere di San Francesco di Paola, onde evitare la diffusione di notizie da parte delle testate giornalistiche avversarie al Partito fascista.
Gli imputati dell'omicidio erano Amerigo Dumini, Albino Volpi, Giuseppe Viola, Augusto Malacria, Amleto Poveromo. Volpi, Dumini e Poveromo furono condannati per omicidio preterintenzionale alla pena di 5 anni, 11 mesi e 20 giorni di relcusione; mentre per Panzeri, Malacria e Viola ci fu l'assoluzione. Il collegio di difesa degli imputati fu affidato a Roberto Farinacci, segretario nazionale del Partito Nazionale Fascista.

### Modifiche territoriali alla provincia di Chieti
Nel 1927 la provincia di Chieti subì una sensibile riduzione territoriale a seguito dell'istituzione della nuova provincia di Pescara, che inglobò appunto, tra gli altri, il comune di Pescara (fino ad allora nella provincia teatina). Altri comuni che passarono dalla provincia di Chieti a quella di Pescara furono Caramanico Terme, San Valentino in Abruzzo Citeriore, Turrivalignani, Tocco da Casauria, Serramonacesca, Manoppello, Lettomanoppello e altri comuni compresi tra il fiume Pescara e la Maiella.

### Arte littoria a Chieti nel fascismo

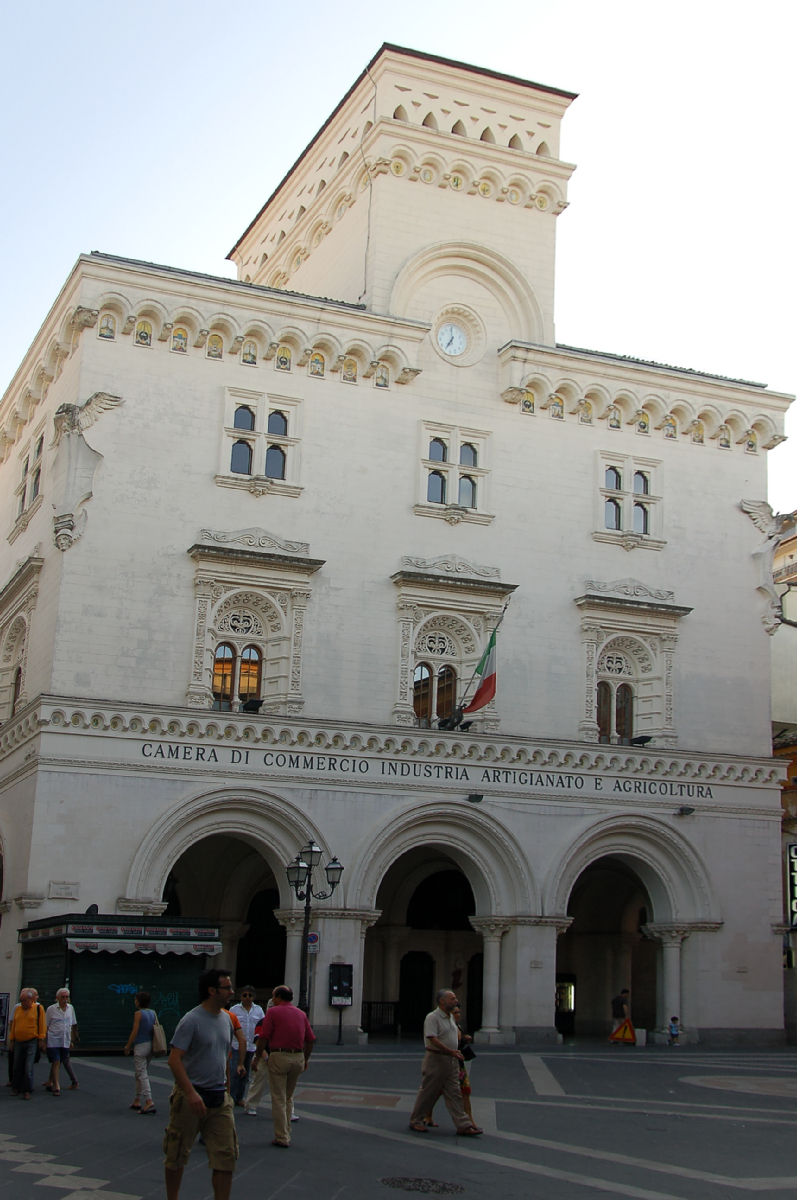
Il palazzo della Camera di commercio

Nella città di Chieti avvenne nel frattempo, un processo di fascistizzazione della vita quotidiana, con la costruzione di palazzi e opere d'educazione. Tra le architetture civili oggi conservate ci sono il palazzo della camera di commercio sul corso Marrucino, e il palazzo dell'OND (Opera Nazionale Dopolavoro) con i caratteristici fasci littori sulla facciata. Sempre in questi anni, le prime modifiche urbane concrete dell'era fascista, iniziarono con la questione dell'aspetto incompiuto della Cattedrale di Chieti; dal 1920 al 1936, ci fu il restauro totale dell'esterno della cattedrale di San Giustino ad opera di Guido Cirilli, che si ispirò alla costruzione ipotetica dell'età gotica duecentesca, dunque stile gotico-romanico tipico abruzzese, disfacendo tutto il tessuto barocco dell'esterno, eccettuata l'ala rivolta a nord. Il campanile gotico-rinascimentale, unico elemento superstite della struttura medievale originale, fu restaurato e completato della cuspide sopra il tamburo ottagonale, distrutta dal terremoto del 1703, ispirata a quelle delle chiese di Teramo e Atri, di stampo lombardo dell'architetto Antonio da Lodi.
Gli interventi edilizi riguardarono il settore pubblico e proseguì l'opera di risanamento urbanistico iniziata nell'800: ridisegnare l'arteria principale del corso Marrucino, e abbellirla con nuovi palazzi monumentali. Ad opera dell'ingegner Mammarella erano state realizzate le Poste e Telegrafi e la Banca di Roma nell'area di San Domenico vecchio (attuale palazzo della Provincia con portici). Negli anni '30 vennero realizzati l'Asilo dell'infanzia "Principessa di Piemonte" presso il rione Materdomini, l'ala "Pio XI" e la cappella del Seminario Pontificio Regionale nella villa comunale (Villa Nolli) e il Palazzo del Consiglio Provinciale delle Corporazioni, alias Camera di Commercio in piazza Giambattista Vico.
Nella realizzazione furono coinvolti gli architetti Giuseppe Florio e Camillo Guerra, i quali per il palazzo si ispirarono alla facciata dell'abbazia abruzzese di San Clemente a Casauria. Tuttavia per tale opera furono sacrificate le storiche Scuole Pie di Sant'Anna, varie case considerate di dubbio valore storico che insistevano tra il corso e il piazzale Vico, lasciando intatto solo il palazzo Fasoli, mentre sorgevano attorno il palazzo De Felice, il palazzo Lepri, il palazzo Croce, tutti porticati, che collegavano il corso a piazza Valignani, unendosi al palazzo arcivescovile; ugualmente veniva ristrutturato il palazzo de' Mayo, veniva abbellito l'istituto San Camillo de Lellis. Nel 1933-34 fu abbandonata l'architettura eclettico-classicista per il razionalismo tipico del fascismo, dei quali l'esempio migliore a Chieti è l'ex Opera Nazionale Dopolavoro in piazza Trento e Trieste, poi sede dell'ENAL, e infine Museo Universitario di Scienze, all'ingresso della villa. L'edificio venne realizzato sopra la struttura tardo-ottocentesca dei bagni pubblici, a loro volta ricavati da una torre dell'ex porta Sant'Andrea, in stile neoclassico, e ancora oggi mostra i caratteri tipici dell'architettura di regime, con i due grandi fasci littori in mostra.
Altre costruzioni littorie, ancora oggi esistenti, sono il palazzo del Genio Civile in viale Asinio Herio, l'ex sede della biblioteca provinciale De Meis in piazza Tempietti romani.

### Le demolizioni nel quartiere San Paolo
Altre opere del regime a Chieti furono il Comando Legione Carabinieri, l'ospedale civile Santissima Annunziata nel quartiere Sacro Cuore, lo stesso rimodellamento in carattere eclettico-neorinascimentale della parrocchia del Sacro Cuore, eretta nel tardo '800, la caserma Berardi, Casa dello Studente o ex GIL (Gioventù Italiana del Littorio, organizzazione giovanile fascista) presso la villa comunale opera dell'ingegnere Giuseppe Barra Caracciolo.
 Purtroppo però per dar spazio al carattere di monumentalità delle costruzioni fascismo, venne sacrificato quasi l'intero rione di San Paolo, detto "pallonetto", perché la struttura tipica delle casette popolari a carattere fortificato, dell'epoca longobardo-normanna, formavano una sorta di cerchio protettivo attorno agli antichi tempietti, trasformati nella chiesa dei Santi Pietro e Paolo. Le opere di restauro della chiesa per ridare il carattere pagano ai templi iniziarono nel 1927, mentre dal 1933 ci furono i grandi sventramenti delle case al fine di realizzare l'INAIL e la Biblioteca provinciale "Angelo Camillo De Meis". Verrà risparmiato il Palazzo Lanciani in stile rinascimentale con loggetta (tra via Vezii e piazzetta Tempietti), inspiegabilmente abbattuto e ricostruito ex novo nel 1957, il palazzo Verlengia, senza un minimo di bellezza architettonica.
Durante il fascismo venne urbanizzata anche la zona dello Scalo con la costruzione di nuovi palazzi, la modernizzazione della stazione ferroviaria, e la costruzione ex novo del Villaggio Celdit. La fabbrica di cellulosa dalla paglia, moderna cartiera, fu costruita sul terreno di Ottorino Pomilio lungo l'arteria Tiburtina Valeria, la seconda era stata costruita nella provincia di Foggia. Dopo la guerra, la fabbrica riaprì nel 1950, per poi chiudere, divenendo ormai obsoleta, nel 2008, venendo demolita. Attorno alla fabbrica nacque un villaggio vero e proprio, di cui rimangono gli uffici di amministrazione, nel'area della nuova sede della Camera di Commercio Chieti-Pescara. La fabbrica fu la rappresentazione di un nuovo piano industriale di Chieti, che desse slancio al nuovo quartiere dello Scalo che si andava formando dalla fine dell'800 prezzo la stazione ferroviaria in piazza Marconi, e che poi prese avvio urbanistico, divenendo un grande abitato senza un fulcro vero e proprio, sentendosi negli anni sempre più vicino a Pescara piuttosto che a Cheti.

### Il campo d'internamento P.G. 21

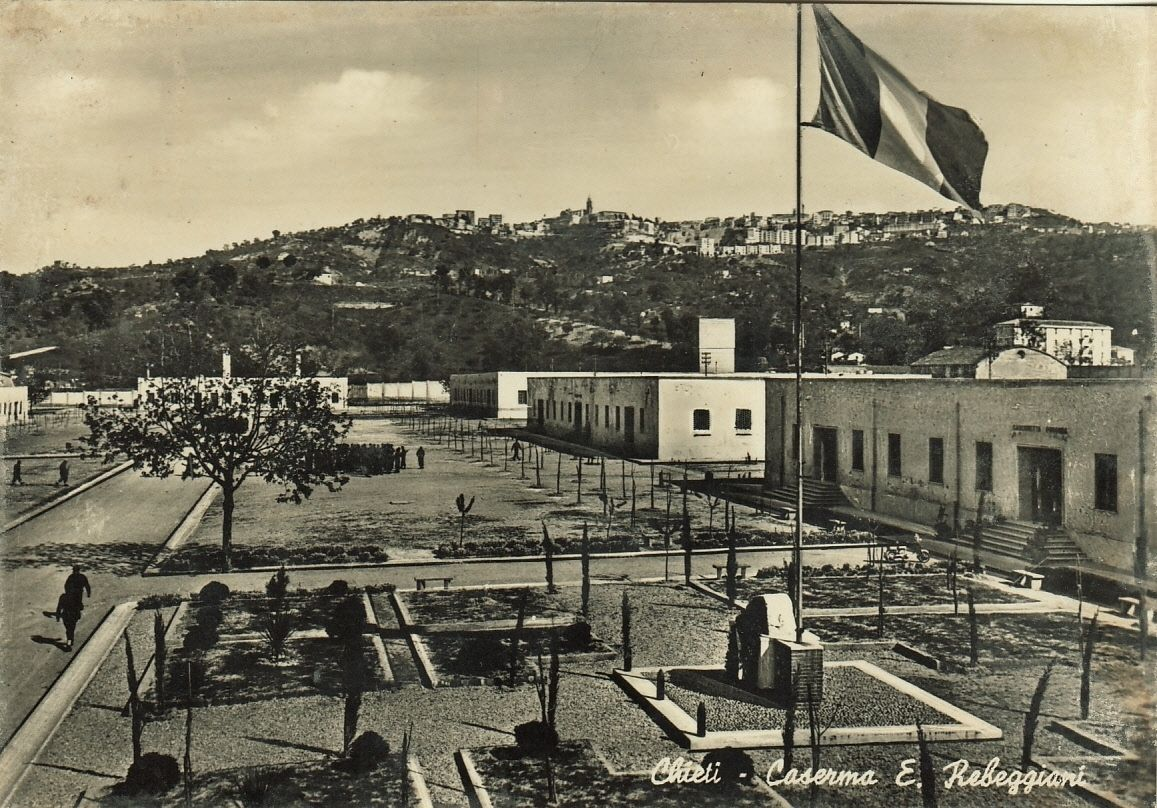
La caserma Rebeggiani, che ospitò prigionieri di guerra nel secondo conflitto mondiale.

Durante la seconda guerra mondiale, quando le sorti della campagna del nord Africa sembrarono arridere alle forze italo-tedesche, dopo la presa di Tobruk allora in mano britannica, il conflitto prese una piega negativa per l'esercito alleato. Per via del consistente numero di prigionieri, fu necessario in Italia allestire dei campi di internamento: in città c'era il maggior campo destinato ad ufficiali degli esercito nemici, attivo fino al luglio 1942, noto come P.G. 21. Il campo era situato dove attualmente c'è il Centro Nazionale Amministrativa dell'Arma dei Carabinieri, ossia la Caserma Rebeggiani.

### Il campo di prigionia dell'asilo "Principessa di Piemonte"

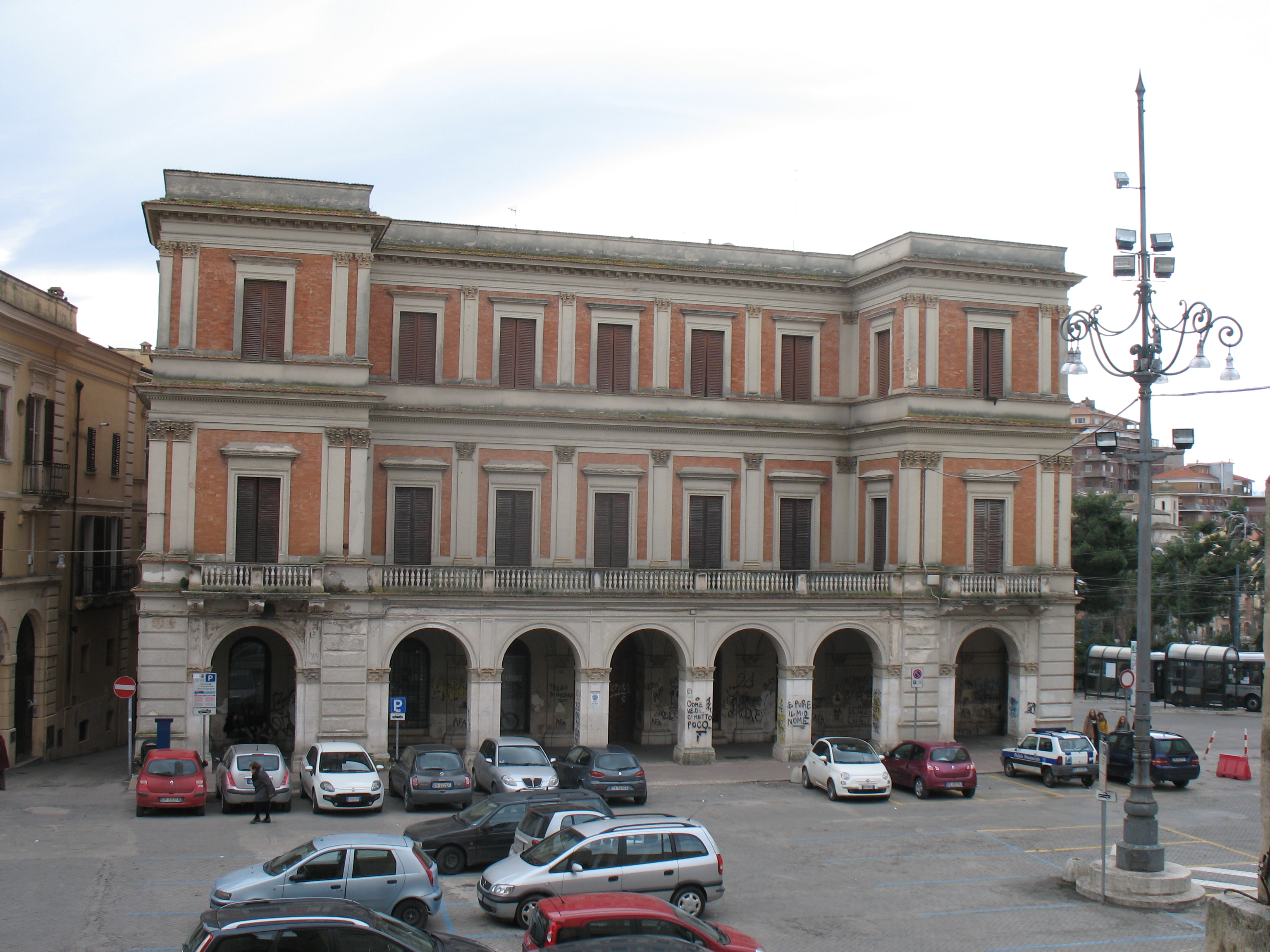
Palazzo Mezzanotte

Nel 1940, dal 13 giugno al 10 novembre, l'edificio dell'asilo infantile Principessa di Piemonte venne trasformato in campo di concentramento per gli ebrei. Il campo ospitò 29 internati (prevalentemente francesi, inglesi oppositori al regime ed ebrei). Dopo la chiusura, i prigionieri furono trasferiti in campi maggiori presso Montechiarugolo, Casoli, Sulmona e Manfredonia. Il 26 luglio, quando il governo fascista fu sciolto, una folla esultante si riversò in Piazza San Giustino, assaltando il Palazzo d'Achille e gettando dalle finestre tutti gli oggetti che inneggiassero a Mussolini, ritratti, documenti, statuette; successivamente i ribelli vennero catturati.

## Seconda guerra mondiale
Nella seconda guerra mondiale Chieti, fu considerata "città aperta", grazie alle richieste dell'arcivescovo monsignor Giuseppe Venturi, al pontefice Papa Pio XII, e vista anche la diminuita importanza strategico-militare della città, con la parte più calda del fronte spostata sull'asse tirrenico.

### Chieti "città aperta"
In realtà, come Roma, la città non fu mai una vera “città aperta”. Le due dichiarazioni, del 21 marzo e del 20 aprile 1944, prodotte solo dal comando germanico del settore adriatico e non avallate da Kesselring, non erano valide né di diritto, né di fatto: gli anglo-americani non firmarono nessun protocollo d’intesa, perché i tedeschi smilitarizzarono la città solo parzialmente: si riservarono l’uso della strada di circonvallazione, delle vie periferiche e della stazione ferroviaria per il transito e il trasporto delle truppe; esclusero dalla zona neutra il borgo Sant’Anna, considerato settore di particolare importanza militare e mantennero in funzione le Fonderie Calvi, che producevano per il loro esercito bossoli di piccolo calibro e fasciature di rame per i proiettili. Gli inglesi diradarono, ma non interruppero i bombardamenti aerei e di artiglieria, che continuarono fino a maggio sulle strade periferiche della città.
Dopo l'armistizio dell'8 settembre 1943, il re Vittorio Emanuele III e il maresciallo Pietro Badoglio fuggirono con lo stato maggiore da Roma. Il re soggiornò con la famiglia presso il castello ducale della cittadina frentana di Crecchio, ospite dei Duchi di Bovino, salpando poi dal porto di Ortona per Brindisi, mentre Badoglio, nottetempo, si imbarcò a Pescara, evitata dal re in quanto già bombardata in agosto di quell'anno e con la popolazione indignata nei confronti dei reali in fuga.

### Fuga dei Reali e occupazione tedesca di Chieti
Il Governo e lo Stato Maggiore giunsero a Chieti per pernottare a palazzo Mezzanotte mentre i Reali con la corte proseguirono per Crecchio. Badoglio tuttavia si trattenne pochissimo a palazzo e fuggì al notte stessa del 9, riuscendo ad imbarcarsi a Pescara. I nobili di Chieti e gli abitanti di Palazzo Mezzanotte si sentirono traditi e in preda al panico, con esclamazioni di rabbia e di odio verso il governo. Gli alti ufficiali si disinteressarono dell'ordine pubblico, togliendosi le divise, vestendosi in borghese per camuffarsi durante la fuga verso le montagne, abbandonando di conseguenza l'intera forza armata nazionale in balia di un tragico destino; I membri del governo, abbandonati da Badoglio, cercarono precipitosamente di raggiungere Ortona. Gli abitanti dei palazzi presero con sé i loro averi e molti abbandonarono precipitosamente la città. I tedeschi, avvertendo il palese tradimento italiano, occuparono immediatamente la città, catturarono i rimanenti ufficiali italiani, li processarono e li passarono per le armi. Per la sua posizione dominante sul colle, Chieti divenne il comando logistico militare tedesco, dove vigilare sull'avanzata alleata anglo-americana, così dominando da una parte a nord della Val Pescara e dall'altra le valli del Sangro da dove voleva penetrare il generale Bernard Law Montgomery. I tedeschi occuparono la città il 10 settembre, chi non si atteneva ai nuovi ordini veniva arrestato e deportato nei campi di lavoro con i treni di Chieti Scalo. Il gerarca nazifascista Cascatella fu scelto come intermediario per dare gli ordini al popolo, e minacciò continuamente la popolazione di ritorsioni (dopo la liberazione il 9 giugno fu catturato e linciato dalla folla al punto da rimanere infermo a vita).
I tedeschi intanto il 26 settembre dichiaravano ufficialmente la presa di Chieti, innalzando la bandiera con la croce uncinata sopra Palazzo Mezzanotte, imponendo il coprifuoco, rastrellando gente per i lavori di fortificazione della città, casa per casa. Successivamente le artiglierie aeree americane iniziarono a bombardare la città. Tra i vari edifici danneggiati ci furono la Cattedrale e la chiesa di Materdomini. I bombardamenti avvenivano ogni notte, dopo l'avviso delle sirene delle ore 19, ma accadde che anche in pieno giorno ci furono incursioni aeree, dove teatini inermi trovarono la morte. I tedeschi sulla piazza misero dei fari per contrastare i bombardamenti, ma inutilmente.

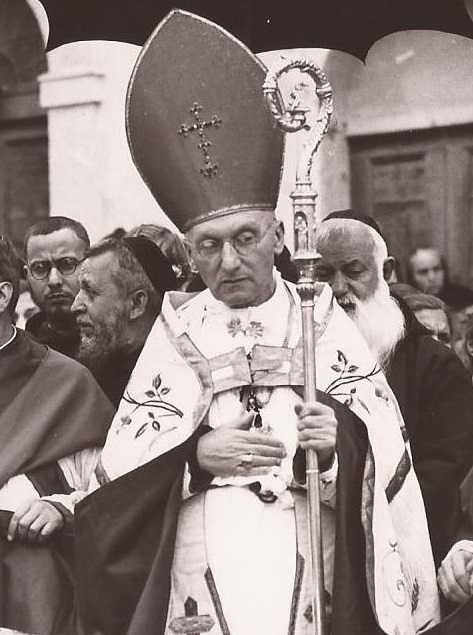
Monsignor Venturi, che si adoperò affinché Chieti fosse riconosciuta "città aperta"

### Bombardamenti e sfollamento dei civili a Chieti
Nel frattempo a Chieti, dall'ottobre in poi iniziarono a giungere gli sfollati, oltre 100.000 unità, provenienti dai paesi circostanti, ed in particolare da Pescara, ripetutamente bombardata, Francavilla al Mare (fine settembre 1943), che aveva subito le stesse sorti insieme a Ortona (dicembre 1943), Bucchianico, Ripa Teatina, Casalincontrada, Villamagna, San Martino sulla Marrucina, San Giovanni Teatino e Torrevecchia Teatina. Nonostante vigesse l'armistizio, gli americani continuarono dopo il bombardamento a sorpresa del 31 agosto su Pescara, che causò centinaia di morti, ed effettuarono un nuovo bombardamento di Pescara il 14 settembre mirando alla stazione Centrale e al quartiere Portanuova, uccidendo 2000 persone circa. Pescara iniziò ad essere evacuata, molti cittadini sfollarono a Chieti, che divenne 
una città ricovero, con delle "free zone", dove era vietato bombardare: piazza San Giustino, porta Sant'Anna, via Principessa di Piemonte. Molti cittadini di ripararono sotto i cunicoli antichi della città.
I tedeschi risposero agli americani piazzando molte batterie di contraerea allo Scalo e dietro il Palazzo di Giustizia, facendo nascere la "linea Gustav" che da Ortona controllava il territorio fino a Cassino, passando per Chieti, Guardiagrele e Orsogna, e lungo la Val Pescara sino a Sulmona e alla piana di Castel di Sangro. Il 27 ottobre i tedeschi piazzarono in tutte le strade delle mitragliatrici, facendo scattare un nuovo rastrellamento di uomini civili per la linea di trincea, che coinvolse anche ospedali e chiese per rinforzare la linea di difesa. La situazione degli sfollati si aggravò il 4 novembre quando le operazioni di guerra portarono al grande scontro dei nazisti contro Montgomery sul Sangro, e la città venne progressivamente invasa dagli sfollati in cerca di riparo e cibo, si aggiunsero alla lista gli abitanti di Tollo, Orsogna, Miglianico, Guardiagrele, Fara Filiorum Petri, Canosa Sannita, Lanciano e Fossacesia, tutte città che vennero direttamente coinvolte nello scontro nazista-britannico, con distruzione delle case. Il numero aggiuntivo degli sfollati fu di 75.000 unità circa. Vennero usati come luoghi di ricovero il palazzo dell'ex Podestà, i chiostri degli ex conventi, le chiese stesse.
In questi giorni a Chieti si organizza un primo movimento sociale di ribellione ai tedeschi, dei giovani costituiscono la Banda Palombaro, col compito di sabotare i piani tedeschi di rastrellamento, ma presto l'organizzazione viene scoperta e i responsabili condannati.

### La mediazione del Monsignor Venturi coi tedeschi
Nel dicembre ci fu una nevicata copiosa, e a Chieti fu presa iniziativa di raccolta di indumenti, coperte, zucchero, carne, olio, farina, uova. Lo stesso arcivescovo Monsignore Giuseppe Venturi provvedette alla raccolta di cibo e coperte per gli sfollati. Tra gli sfollati, provenienti anche da Foggia, c'era il cantante Renzo Arbore, allora bambino, sfollato in una casa di via Arcivescovado. Monsignor Venturi cominciò gli incontri con i tedeschi al comando di Palazzo Mezzanotte per scongiurare lo sfollamento, senza che i comandanti accogliessero la richiesta. Così viaggiò a Roma dal generale Albert Kesselring, facendo intervenire anche il pontefice Pio XII, affinché Chieti divenisse una "città ospedaliera". Alla fine fu stipulato l'accordo, non rispettato dagli anglo-americani, che bombardarono in casi isolati la città fino al 4 giugno 1944. Nel Natale 1943 avvenne l'ordine da Kesselring di evacuare la città, ma Venturi fu risoluto nell'impedire tale operazione.
Dopo i fatti di Ortona, Winston Churchill propose di usare l'artiglieria aerea, senza impegnare gli uomini via terra, bombardando Orsogna, e poi Chieti, ritenuta di strategica importanza per il comando tedesco. Fino ad allora la tattica alleata era di bombardare i punti nevralgici della città, non facendo distinzione tra le persone che le mitraglie avrebbero colpito, poiché l'intenzione era quella di spaventare la popolazione per scatenare ribellioni, e scoraggiare il nemico tedesco, più carente di mezzi. Un giorno un caccia americano volò troppo basso mitragliando il corso Marrucino e virando si schiantò contro la guglia del campanile di San Giustino, finendo in fiamme a terra.

### Bombardamenti alleati e liberazione di Chieti
L'ordine tedesco era Chieti kaput, mentre i piani di Churchill prevedevano di spianare Chieti con una cinquantina di bombardieri. Monsignor Venturi scongiurò i tedeschi di abbandonare la città lasciando passare gli americani via terra, per non perdere la città con i suoi abitanti. Il 27 gennaio 1944 arrivò un'ordinanza in cui Chieti doveva essere evacuata. Gli alleati si piazzarono alle pendici del Sangro, e seguitarono a cannoneggiare la città con 200 mortali, causando altre distruzioni. L'ordine definitivo di evacuazione fu dato il 3 febbraio e fino all'8 marzo i cittadini avevano tempo per abbandonare Chieti; intanto Monsignor Venturi proseguì le trattative con Roma per lo status di "città aperta", fin quando le attenzioni si spostarono dal 15 febbraio in poi a Cassino, dove si combatterono cruente battaglie. Dal 7 al 27 febbraio furono 13 i bombardamenti alleati, vennero colpite la Prefettura, la Cattedrale, tre volte l'Arcivescovado, la Banca d'Italia, la Cassa di Risparmio, il Palazzo di Giustizia, San Francesco al Corso, Piazza Valignani, la chiesa di Materdomini, il Convitto Nazionale, le scuole elementari e altri edifici privati, con 11 morti e 15 feriti. Chieti fu cannoneggiata fino al 1º giugno 1944.
Venerdì 9 giugno gli alleati giunsero in città dalla villa comunale, soldati italiani del Gruppo Paracadutisti "Folgore", comandati da Giorgio Morigi, accolti da una folla festante. Due giorni dopo Monsignor Venturi con solenne celebrazione a San Giustino ringraziò i liberatori. Sabato erano giunti anche gli anglo-americani, installando il presidio a Palazzo Mezzanotte, con la guarnigione di indiani.
Benché a Chieti la popolazione di circa 35.000 abitanti si fosse molto impegnata per rispondere alle richieste di oltre 100.000 sfollati, con le incursioni aeree quotidiane e i divieti vari dei tedeschi, si verificarono episodi di violenza, cospirazione e discriminazione verso i rifugiati. Il nervosismo costante dei teatini rimasti in città portò a nutrire sentimenti di antipatia e odio verso gli sfollati, a volte costretti ad abbandonare immediatamente le case dove erano ospitati, per evitare ritorsioni dei nazifascisti, come testimoniato dallo scrittore Corrado Alvaro, sfollato in città dalla capitale.

## Dal secondo dopoguerra a oggi

### La politica democristiana a Chieti

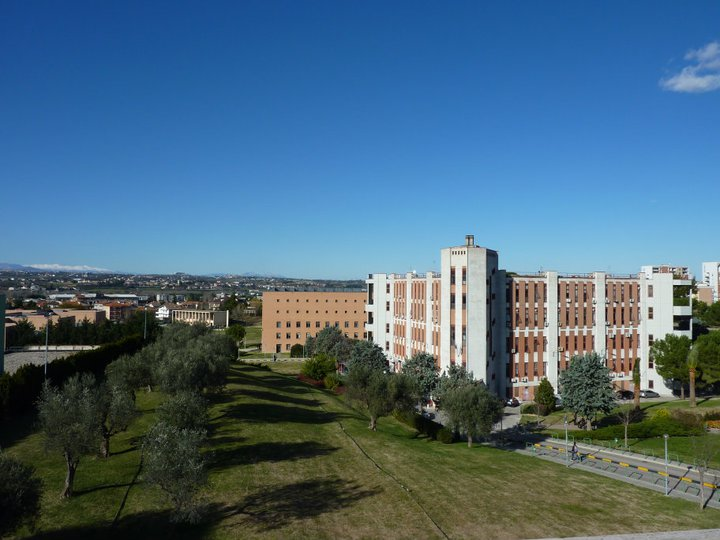
Campus dell'Università "Gabriele d'Annunzio"

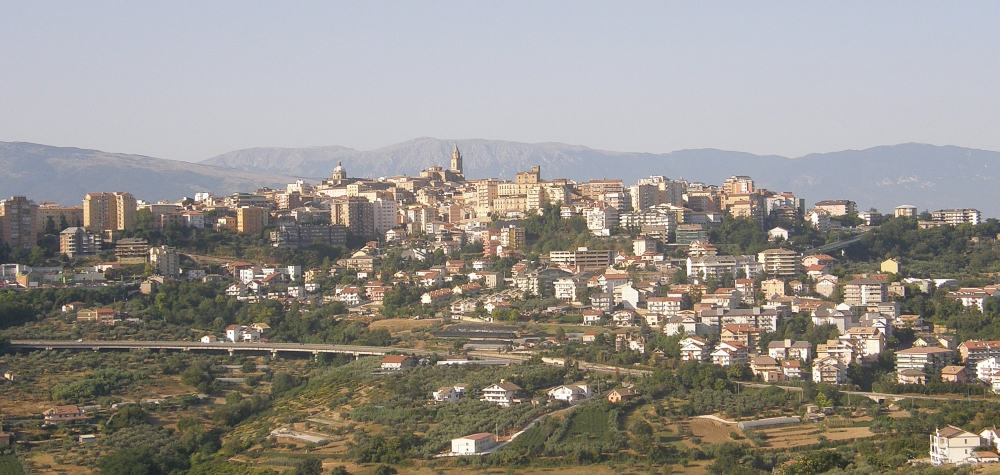
La città vista dai colli circostanti

Nelle fasi finali della guerra, in riunioni clandestine, s’era formato un movimento di tradizionalisti cattolici composto da Mario Aloé, Mario Cotellessa, Guido Giuliante, che figurarono pochi anni più tardi nel neonato partito della Democrazia cristiana. Alle elezioni per la Costituente nel 1948 L’Aquila e Chieti risultarono in testa nell’Abruzzo, mentre le amministrazioni comunali per decenni governarono sotto la bandiera della DC, e dopo i fatti di Tangentopoli l’ideologia politica cittadina rimarrà spesso incentrata a destra, con sfumature di liberalismo moderato filo-cattolico.
Nell'epoca contemporanea a Chieti si è registrata un'importante evoluzione urbana, che si è avuta nella parte bassa, in cui crebbe il settore industriale. Chieti Scalo, piccolo villaggio ferroviario, si trasformò nella frazione più fiorente dal punto di vista urbanistico ed imprenditoriale della città.
Il fenomeno tuttavia comportò anche la speculazione edilizia nella città alta, con la costruzione di alti palazzi attorno al centro storico, e in alcuni casi anche nel pieno centro, lungo l'asse del corso Marrucino e nella piazza dei tempietti romani, dove già nel fascismo era stata costruita la biblioteca Angelo Camillo De Meis con la torre littoria e l'ex INAIL.

### Speculazione edilizia nella città alta
Lo storico quartiere di San Paolo venne definitivamente stravolto con l'abbattimento e riedificazione ex novo del Palazzo Verlengia, mentre lungo il corso fu abbattuto un palazzo ottocentesco per la costruzione dell'ex UPIM, così come all'altezza della chiesa di San Domenico venne eretto un altro casermone anonimo. L'urbanizzazione coinvolse soprattutto le aree di Piazza Garibaldi lungo via Alessandro Valignani fino a Sant'Anna, poi l'area di Santa Maria Calvona a ridosso della casa di cura "Carlo Spatocco", e l'area ad est della villa, attorno all'ex carcere di San Francesco di Paola, formando il nuovo quartiere Filippone.
Ma l'espansione urbana si concentrò specialmente nel quartiere Tricalle attorno alla chiesetta di Santa Maria di Tricaglio, con la costruzione di case, della nuova parrocchia di San Francesco Caracciolo, di strutture alberghiere, del Palasport Tricalle, e ancor più nell'area pianeggiante dello Scalo, dove gli abitanti superano quelli del Colle, fondendo i villaggi di Celdit, San Martino, Madonna delle Piane, Santa Filomena. In seguito a questi interventi, l'unico elemento del centro storico cittadino ancora visibile dalla vallata e non oscurato dai palazzi di quel periodo è la torre del campanile di San Giustino.
I maggiori interventi recenti di urbanizzazione allo Scalo si ebbero nel 1965 con l'istituzione dell'Università degli Studi "Gabriele d'Annunzio" presso Madonna delle Piane, avente sede anche a Pescara, e con la costruzione del grande centro commerciale "Megalò", inaugurato nel settembre 2005.

### Dall'università degli studi ad oggi
Dagli anni ottanta Chieti si è trovata in una crisi economica strutturale, stante la crisi della medio e piccola manifattura sulla quale si basava il comparto industriale cittadino, penalizzando a cascata anche le attività del terziario. Nemmeno la crisi del 2008, e il terremoto dell'Aquila del 2009 hanno fornito spazio alla cittadinanza per risollevarsi economicamente, anche se negli ultimi anni sono iniziati a manifestarsi dei piccoli segnali di ripresa, anche grazie alla sempre maggiore integrazione nell'area metropolitana che si è formata fra la città e l'hinterland pescarese.
Nel 2009 nell'area del campus universitario è stato edificato il "Villaggio Mediterraneo", in occasione dei XVI Giochi del Mediterraneo di Pescara; successivamente i palazzi sono stati usati per ospitare gli studenti fuori sede.